# Т-64
Т-64 — сімейство основних бойових танків, що випускалися серійно в СРСР з 1963 по 1987 рік. За цей час було створено близько трьох десятків різних модифікацій танка. Роботи над створенням танка розпочалися в Харкові в 1951 році під керівництвом Олександра Морозова. Перша модифікація — Т-64 (об'єкт 432) була прийнята на озброєння в січні 1967 року.
Конструкція Т-64 увібрала в себе найновіші розробки того часу, завдяки чому танк з вагою середнього отримав вогневу потужність важкого. Тут вперше була використана композитна броня, стереоскопічний далекомір, опозитний дизельний двигун, гладкоствольна гармата здатна вести вогонь керованими реактивними снарядами, вперше для гармати великого калібру встановленій на танк традиційного компонування був створений механізм заряджання, завдяки якому екіпаж скоротився до трьох осіб. Компонування та окремі елементи конструкції були потім використані в танках Т-72, Т-80 та Т-84.
Через високу секретність танки Т-64 Радянський Союз на експорт не постачав, і в збройних конфліктах вони участі не брали. Найпе́рше, танки Т-64 всіх модифікацій надходили на озброєння танкових підрозділів Радянської армії, дислокованих в Групі радянських військ у Німеччині. Навіть на військових парадах в Москві танки Т-64 брали участь лише один раз — 9 травня 1985 року.
Бойове хрещення відбулось вже після розпаду Радянського Союзу — в боях за місто Бендери під час Придністровського конфлікту в 1992 році.
Нині активна модернізація Т-64 здійснюється в інтересах Збройних сил України, ці модифіковані танки знані як Т-64БВ зразка 2017 року.

## Історія

### Передумови
Попередньою розробкою очільника колишнього танкового КБ в Харкові (евакуйованого під час німецько-радянської війни в Нижній Тагіл) Олександра Морозова був Т-54, який надійшов на озброєння Радянської армії 1947 року. Одним із головних принципів, якими керувався конструктор, був початок розробки нового танка одразу з прийняттям на озброєння попереднього: «майбутнє якомога раніше має лежати на столі конструктора, інакше воно спізниться» — стверджував він. 15 жовтня 1947 року він записав у щоденнику, що прийняття Т-54 дозволяє взятись за розробку нової машини.
Назва «Т-64» фігурує задовго до прийняття на озброєння власне Т-64 й не завжди має прямий стосунок до нього: наприклад, таке позначення зустрічається на кресленнях «Об'єкта 140», який Морозов розробляв у Нижньому Тагілі. Але оскільки в щоденнику фігурують горизонтальний опозитний двигун і планетарна трансмісія, то є підстави вважати, що там ішлось про рішення, реалізовані в майбутньому Т-64. Назва продовжила традицію, за якою називали танки харківського КБ: Т-24, Т-34, Т-44, Т-54, Т-64, а пізніше Т-74 і Т-84.
Влітку 1947 року в КБ було виконано ескізний проєкт танка «Об'єкт 416» з розташуванням всього екіпажу в башті, 1948 було зроблено більшу частину технічного проєкту. Втім, через проблеми, пов'язані з розташуванням механіка-водія в башті та необхідністю допрацювання Т-54, проєкт завершити не вдалось. Ця ідея знову отримала розвиток після 1951 року, коли Морозов повернувся до Харкова як головний конструктор КБ-60М заводу № 75, який на той момент займався випуском Т-54. Таким чином, КБ одночасно покращувало Т-54 та займалось новим танком з заднім розташуванням башти й екіпажем у ній.

### «Об'єкт 430» та двигун 5ТД

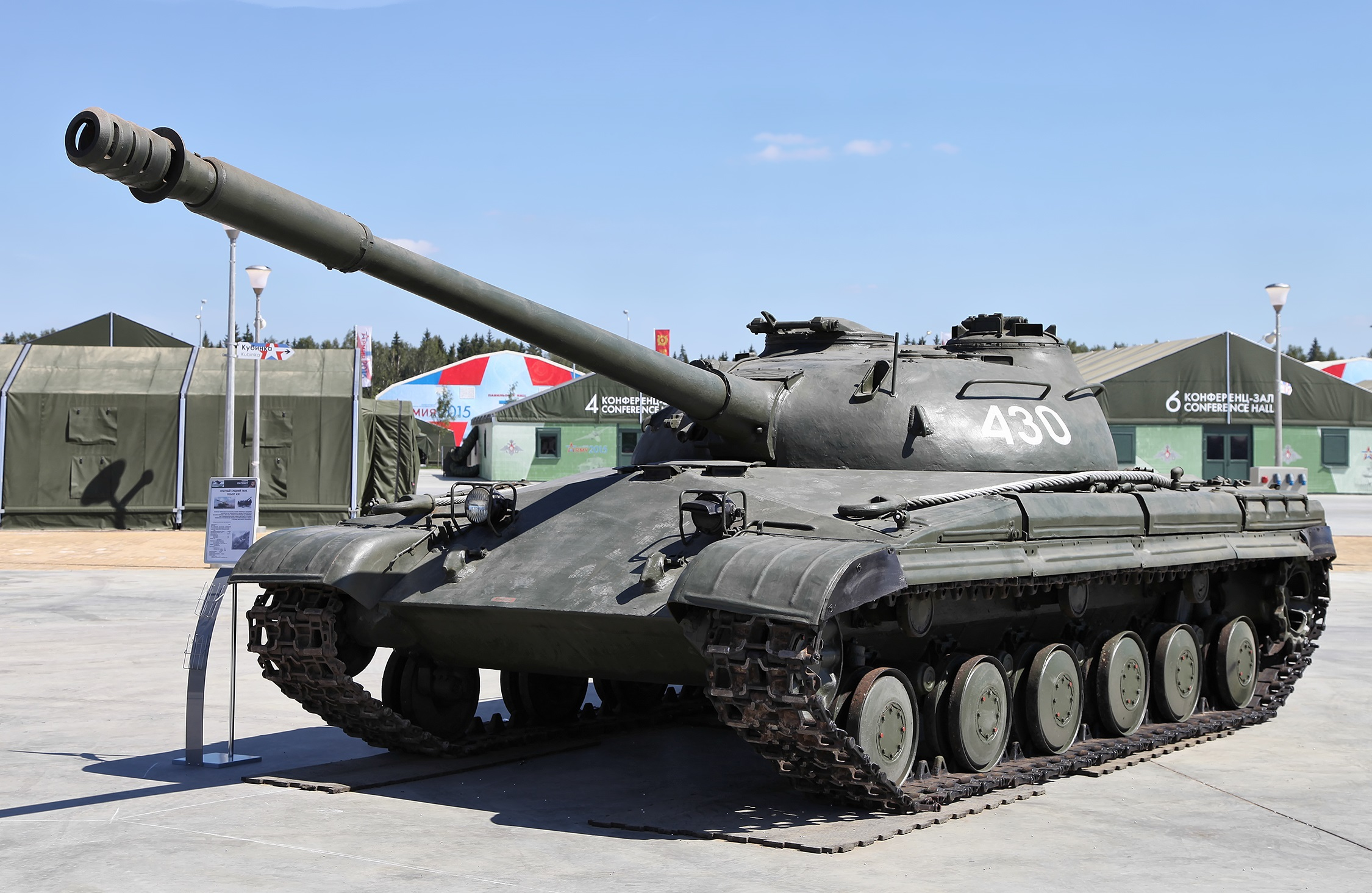
«Об'єкт 430». Можна зауважити характерні «вилиці» лобової броні корпусу та три перископи механіка-водія. Ці риси збереглись і на ранніх Т-64.

1952 року в СРСР з'явилась інформація про новий американський танк M47. Попри відсутність переваг над Т-54 за тактико-технічними характеристиками, військове керівництво та конструктори вважали за необхідне створення нового середнього танка (НСТ), що забезпечив би суттєвий відрив від імовірних машин супротивника. В середині 1951 НТК ГБТУ видав технічне завдання на новий танк, а 1952 року харківський варіант отримав індекс «Об'єкт 430». У березні 1953 року завод представив МТрМ два проєкти: з класичним компонуванням (майбутній «Об'єкт 430») та з екіпажем у башті (розвиток «Об'єкта 416»). У квітні 1953 Морозов вирішив зупинити всі роботи щодо другої машини та зосередитись на першій.
Однією з вимог до НСТ з боку замовника було обмеження маси до 36 тонн. Морозов прагнув створити значно захищеніший танк з тією самою масою, що й Т-54, тому вважав необхідним створення силового відділення невеликого розміру. Через це довелось відкинути дизелі типу В-2 та обрати один із прототипів компактніших двигунів. Такий двигун на той час розробляв професор Олексій Чаромський на основі трофейного німецького Jumo 205. 1953 року його відрядили до заводу № 75, де він очолив дизельне КБ і створив чотирициліндровий 4ТПД (480 к.с.). Альтернативою був барнаульський 8Д12У (580 к.с.), однак він був менш економним і потребував додаткового охолодження.
Завдяки 4ТПД та 8Д12У було можливо виконати вимогу щодо маси, однак значно підвищити характеристики танка порівняно з попередниками. На початку 1954 року Морозов представив три варіанти НСТ: два «430» з двигунами 4ТПД і 8Д12У, а також створений в ініціативному порядку «Об'єкт 430У». «430» мав 100-мм гармату Д-54ТС з магазином на 5 снарядів, 120-мм лобову броню, котки з внутрішньою амортизацією та масу 35,9 тонни. «430У» мав 122-мм Д-25ТС і 160-мм броню. З броньовим захистом на рівні 50-тонного Т-10, він мав кращі боєзапас і питому потужність, однак маса в 42 тонни виходила за межі вимоги щодо середнього танка, що й було ймовірною причиною його відхилення.
6 травня 1955 року проєкти були схвалені Постановою РМ СРСР. Технічний проєкт отримав двигун 5ТД, заснований на 4ТПД, якому Морозов не бачив альтернативи. 1957 було виготовлено перші 3 прототипи «Об'єкта 430» з цим двигуном і відбулись полігонні випробування. Попри успіх випробувань і схвальний відгук комісії, Морозов вважав серійне виробництва танка недоцільним, оскільки практично всі системи були нової конструкції, але озброєна 100-мм гарматою машина не мала вирішальної переваги над Т-54.

### Перші Т-64

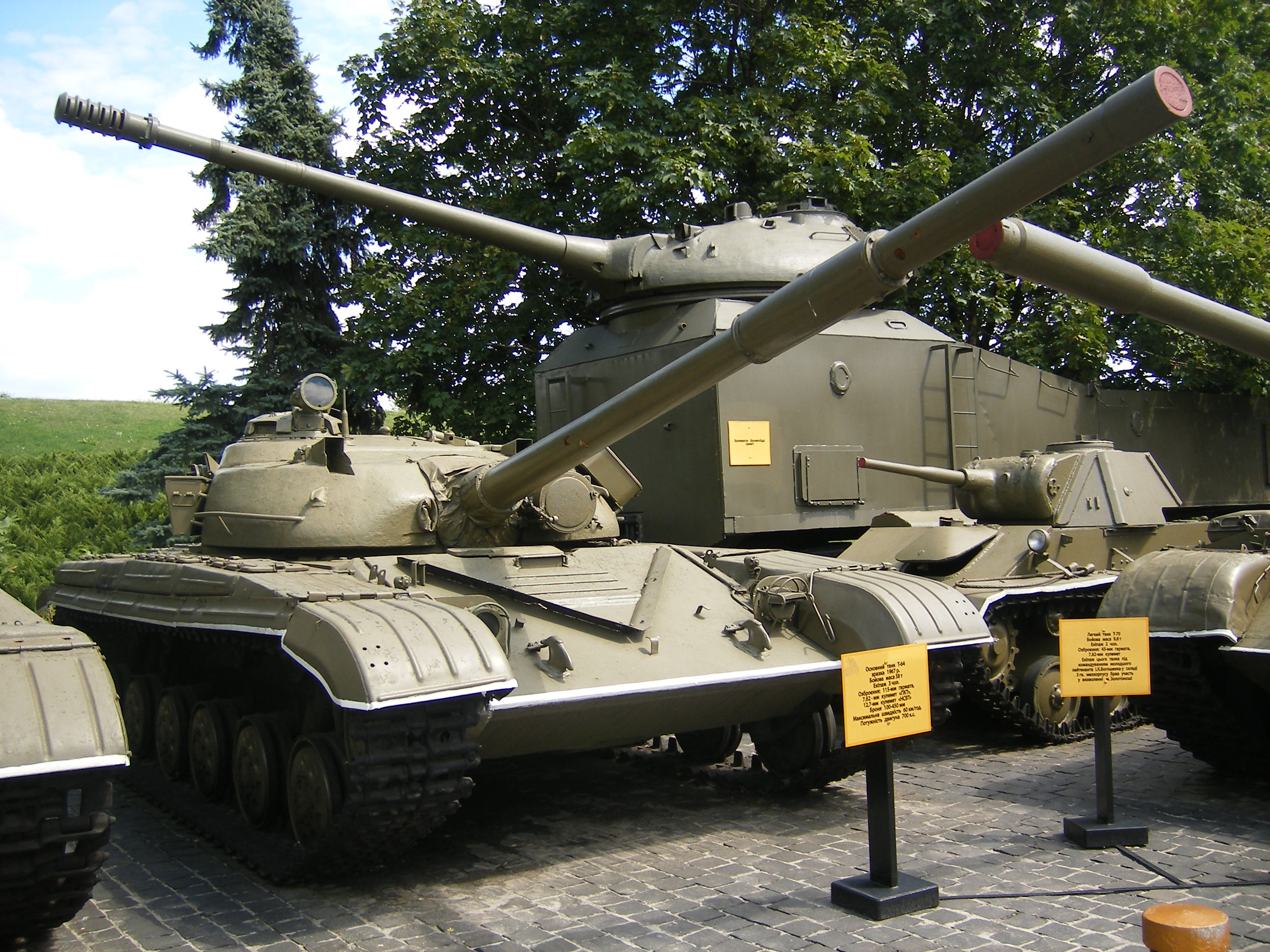
Т-64Р у київському Музеї війни

Наприкінці 1950-х з'явилась інформація про новітню британську 105-мм гармату L7, яку мали запустити в серію з 1958-1960 року. Очікувалось її встановлення на Centurion і новий американський M60. 1957 року розпочалась німецько-французька програма зі створення спільного танка. ГБТУ на цій підставі вимагало негайно посилити озброєння радянських танків за допомогою нової 115-мм гладкоствольної гармати У-5ТС (код ГРАУ: 2А20) та покращити броньовий захист. З 1957 року на уральському заводі № 183 розроблили посилений варіант Т-55 з кращим бронюванням башти та У-5ТС, прийнятий на озброєння 1962 року як Т-62. 1959 року КБ-60М розпочало роботи зі встановлення У-5ТС на «Об'єкт 430». Машина отримала індекс «Об'єкт 435». Однак, під унітарні снаряди цієї гармати важко було створити механізм заряджанням, тож розробник боєприпасів НДІ-24 отримав завдання на створення 115-мм роздільно-гільзових пострілів. Міноборони видало відповідний наказ у липні 1961 року.
Ескізний проєкт «Об'єкта 432» був готовий 1960 року. За постановою ЦК КПРС і РМ СРСР № 141-58 від 17 лютого 1961, в НТК ГБТУ затвердили тактико-технічні вимоги на середній танк з гарматою Д-68 та механізованим заряджанням зі збереженням маневрових якостей і маси «Об'єкта 430». Новий танк отримав назву «Об'єкт 432», його технічний проєкт було створено за короткий строк до квітня 1961 року. Проєктна маса складала 34 тонни, також машина отримала форсований до 700 к.с. двигун 5ТДФ. Перший прототип виготовили у березні 1962, другий — влітку того року. На показах 22 жовтня 1962 машину схвалив Генеральний секретар ЦК КПРС Микита Хрущов. Голова випробувальної комісії, Начальник танкових військ Павло Полубояров стверджував, що танк є якісним стрибком у танкобудуванні й рекомендував на озброєння армії, однак вказував на недостатню надійність низки агрегатів і закликав до додаткових випробувань. За результатами випробувань ЦК КПРС і РМ СРСР постановили виготовлення 25 машин протягом 1963 року.
Перші серійні машини виготовили на Заводі імені Малишева в жовтні 1963 року й до початку 1964 було завершено випуск Т-55, який там виготовляли до того. Цей процес був непростим, оскільки машини збирали за допомогою універсального обладнання, не підхожого для серійного випуску. Також не було цехів для серійного випуску двигунів. Станом на вересень 1964 виготовили 54 танка, а до 1 січня 1966 їх налічувалось 254. Надалі обсяги випуску збільшувались. Військові випробування пройшли успішно, однак танк мав низький ресурс двигуна й велику кількість «дитячих хвороб» — тому прийняття на озброєння відтермінувалось. «Об'єкт 432» було прийнято на озброєння постановою РМ СРСР від 30 грудня 1966 року як «середній танк Т-64», а 2 січня 1967 наказ про прийняття на озброєння видало й Міністерство оборони. Технічні проблеми поступово розв'язували в ході серійного виробництва. Інтенсивна експлуатація надавала велику кількість даних, налагодження серійного виробництва в нових цехах і нові випробувальні стенди привели до виправлення надійності двигунів до початку 1970-х.
З 1964 машини отримали наварені бар'єри на верхній лобовій деталі перед оглядовими пристроями механіка-водія, призначені для усунення рикошетів. Перші випуски мали лобову броню ламаної форми, з похилими «вилицями» лобового бронелиста, з 1967 року їх замінили на простішу та міцнішу конструкцію з прямими дахом корпусу та лобовим листом. Також з 1967 року замість трьох перископів ТНПО-160 механік-водій отримав один ТНПО-168. Виробництво «Об'єкта 432» тривало до 1969 року, всього було виготовлено за різними джерелами 1192 або 1291 машину.
Танк суттєво переважав Т-55 і Т-62 за практично всіма показниками, хоч і був у кілька разів дорожчий. Крім того, він потребував змін організаційно-штатної структури, логістики та рівня підготовки танкістів. Він став першим у світі серійним танком, що мав автоматичне заряджання разом з обертовою баштою, а також першим з комбінованою бронею. Крім того, вперше для радянського танкобудування він отримав оптичний віддалемір.[джерело?]

### Т-64А

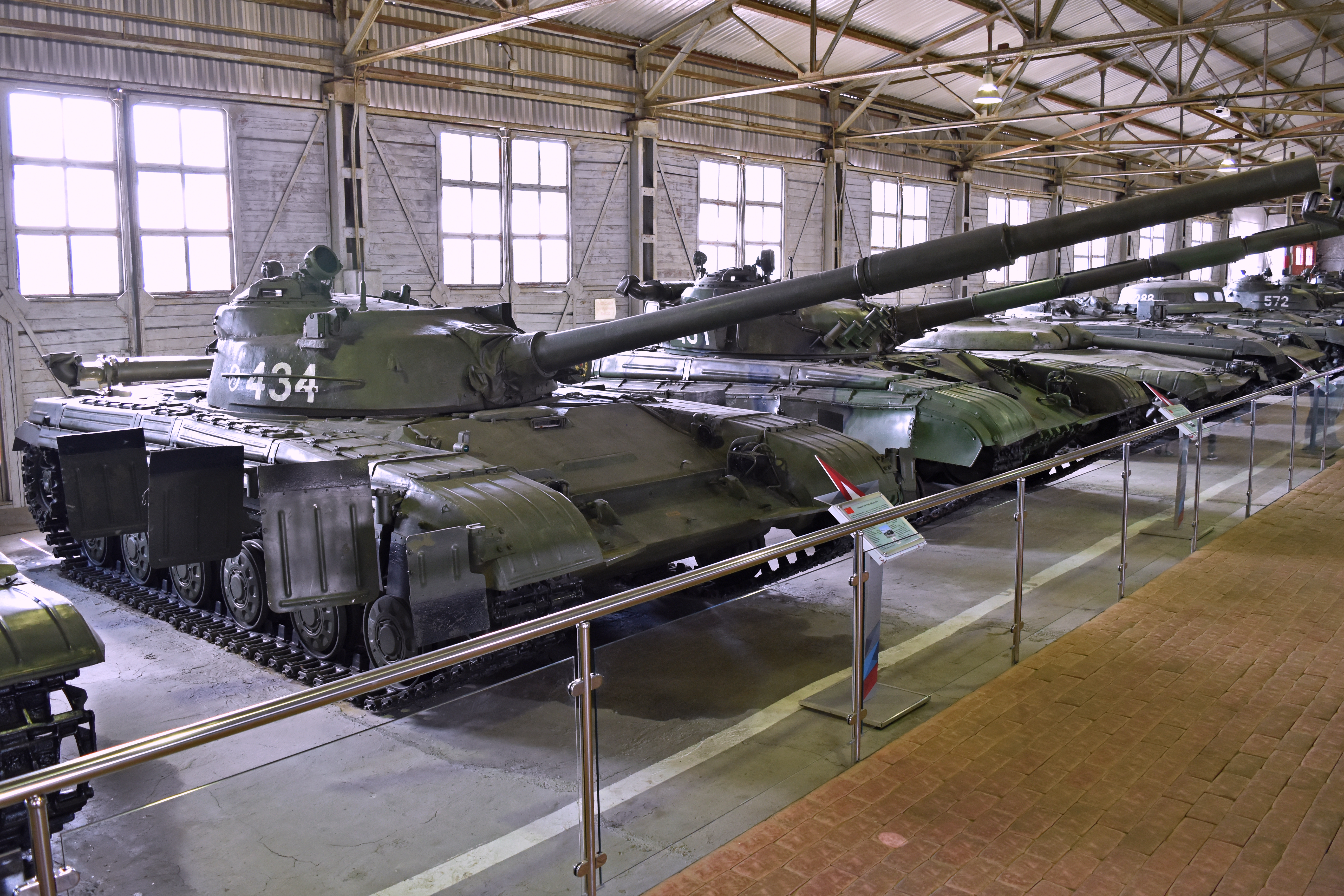
Т-64А («Об'єкт 434») зі складаними протикумулятивними щитками

На початку 1960-х було відомо про майбутній британський Chieftain, німецьку 120-мм гладкоствольну гармату та американсько-німецький проєкт MBT-70. Паралельно з конструкторським супроводом «Об'єкта 432» з 1963 розпочали роботи зі встановлення на нього 125-мм гладкоствольної гармати Д-81Т (2А26). Технічний проєкт був готовий 1964 року та отримав позначення «Об'єкт 434». Нова гармата потребувала зміни в конструкції башти й механізму заряджання, зміни денного та нічного прицілів та стабілізатора. Також було оновлено систему охолодження, компонування зовнішніх паливних баків, місць зберігання ЗІПів тощо. На надгусеничних полицях було встановлено гумові екрани та знімні алюмінієві щитки проти кумулятивних снарядів. У результаті бойова маса зросла до 37 тонн.
Протягом 1965—1967 років виготовили низку дослідних машин, які прийшли випробування. В травні 1968 машину було прийнято на озброєння як «середній танк Т-64А». Існує погляд, що саме Т-64А став першим радянським основним бойовим танком (ОБТ), повністю об'єднавши в собі озброєння та захист важкого танка з рухливістю та масою середнього, однак офіційно він був середнім, а концептуально ОБТ був уже Т-54. Саме поняття ОБТ використовувалось у радянській літературі щонайменше з 1960-х.
Наприкінці 1960-х влада запланувала виготовлення Т-64А на ЛКЗ, УВЗ, ЧТЗ та ОЗТМ. УВЗ та ЛКЗ складали конкуренцію Харкову й були незадоволені перспективою виготовлення цього танка. Всі вони мали своїх лобістів у центральних органах влади. Зокрема, на боці майбутнього Т-72 були начальник бронетанкових військ Амазасп Бабаджанян, заступник начальника ГБТУ генерал-майор Юрій Рябов та міністр оборони Андрій Гречко, натомість на боці Т-64 був секретар ЦК КПРС Дмитро Устинов.
Крім звичайних Т-64А випускали також командирську версію Т-64АК, що додатково мав короткохвильову радіостанцію Р-130М, навігаційну апаратуру ТНА-3, перископічну артилерійську бусоль ПАБ-2АМ та бензоелектричний зарядний агрегат АБ-1-П/30М1. Ці танки проходили модифікації аналогічно до Т-64А. Крім того, протягом 1977—1981 років практично всі «Об'єкти 432» пройшли капітальний ремонт з модернізацією до рівня Т-64А без заміни озброєння. На ці машини встановлювали радіостанції Р-123М та Р-173, покращену систему охолодження тощо. Оновлені машини отримали назву Т-64Р і позначення «Об'єкт 432А», а у військах побутувало написання «Об'єкт 432Р».

### Відокремлення Т-72 та Т-80

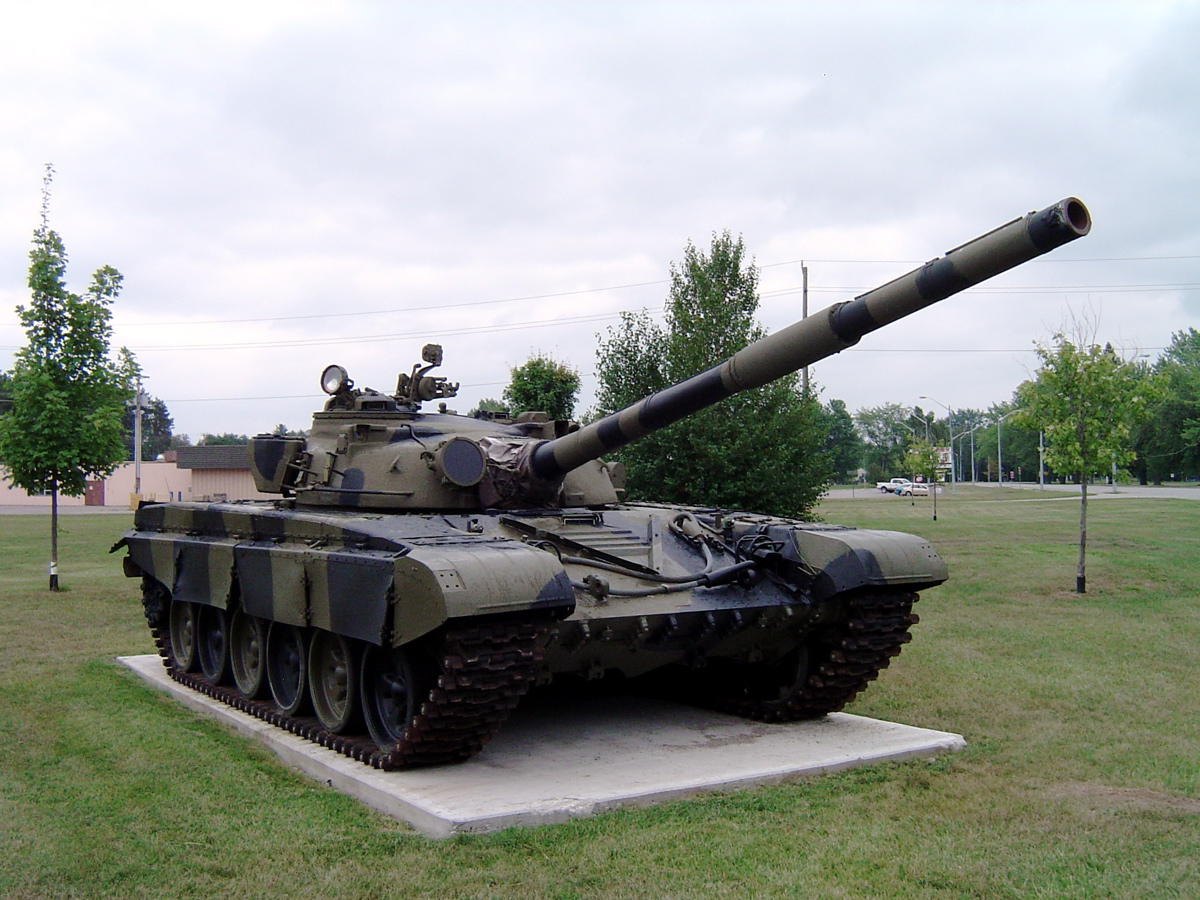
Т-72 «Урал»

Низький ресурс ранніх 5ТДФ практично від появи танка призвів до пошуку альтернативних варіантів силової установки, основними з яких стали більш громіздкі двигуни родини В-2 та перспективні, але неекономічні та слабко досліджені газотурбінні двигуни (ГТД).
1965 року силами низки заводів і НДІ було створено документацію силової установки для «Об'єкта 432» з двигуном В-45 (710 к.с.) з родини В-2. Варіант отримав індекс «Об'єкт 436», а 1966–1967 років дослідні машини пройшли випробування. 1967 року Міноборонпром наказав розробляти варіант «Об'єкта 434» (майбутній Т-64А) з такою силовою установкою, цей варіант отримав позначення «Об'єкт 438». Пізніше вирішили встановлювати двигун В-46, а проєкт перейменували в «Об'єкт 439». З застосуванням цих напрацювань УКБТМ (конструкторське бюро Уралвагонзавода, УВЗ) пізніше створив «Об'єкт 172» — прототип майбутнього Т-72, прийнятого на озброєння 1973 року.
Крім того, з 1963 року на Т-64 дослідно ставили ГТД, створені на основі вертолітних. Однією з перших спроб був «Об'єкт 003», також знаний як «Т-64Т», який пройшов випробування в 1967—1968 роках, однак через недосконалість двигуна прийнятий не був. У 1966 стало відомо про розроблення 1500-сильного ГТД в США, що було однією з причин ухвалення рішень про створення газотурбінного танка. Розробленням такої машини займався Ленінградський Кіровський завод (ЛКЗ). У результаті було створено «Об'єкт 219» — прототип майбутнього Т-80, прийнятого на озброєння 1976 року.
У результаті конкуренції між радянськими заводами армія отримала три родини ОБТ (Т-64, Т-72 та Т-80), які виготовлялись одночасно до 1987 року й мали аналогічні бойові спроможності, однак були слабко уніфіковані між собою. Т-80, створений як альтернатива Т-64, від початку був ненадійний[джерело?] і значно дорожчий. При тому на час появи Т-72 проблеми з 5ТДФ були загалом уже розв'язані: станом на середину 1971 двигуни нового випуску мали по 480 годин ресурсу, а в 1972 — до 700 годин.

### Т-64Б і Т-64БВ

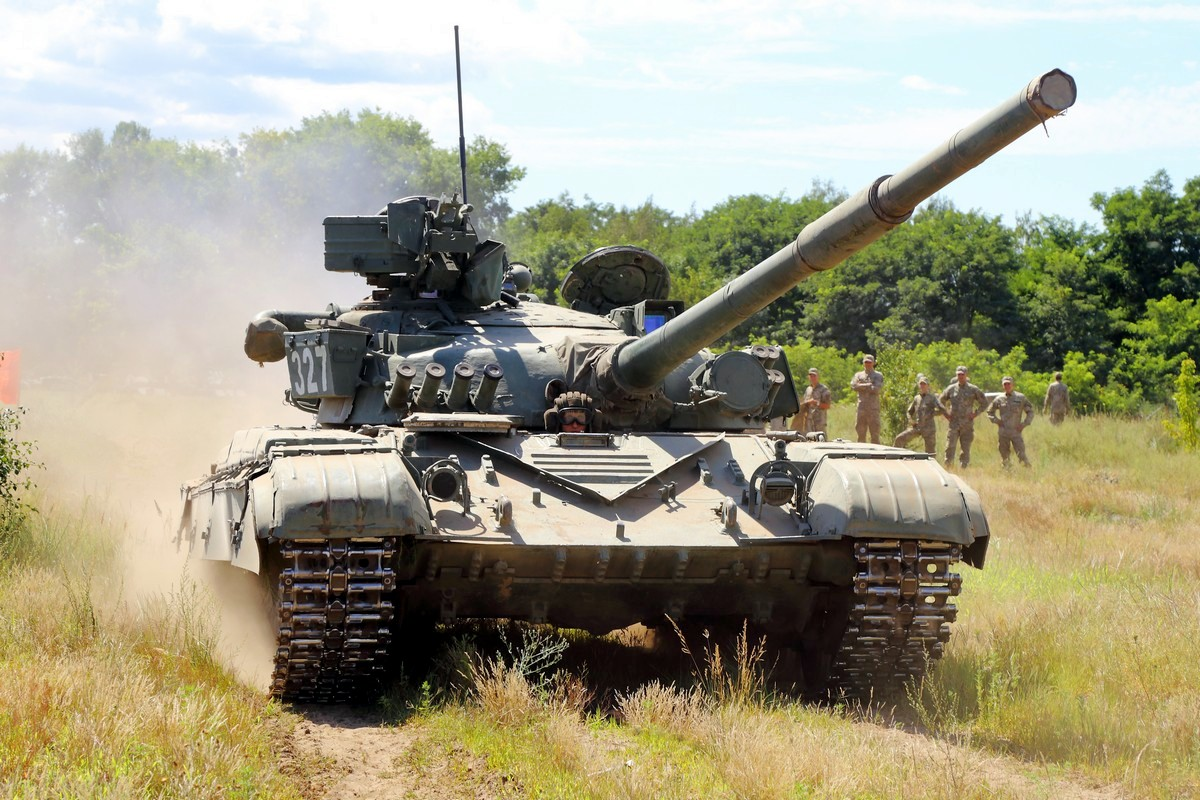
Т-64Б1

Наприкінці 1950-х — початку 1960-х радянські НДІ працювали над проєктами ракетних танків (танків, озброєних ПТКР) за наполяганням Хрущова. За винятком ІТ-1 на шасі Т-62, ці проєкти не пішли в серію. До ідеї оснащення танків ПТКР повернулись наприкінці 1960-х, коли стало відомо про американську 152-мм ракету Shillelagh, призначену для танків M60A2, Sheridan і MBT-70. 1968 року влада схвалила встановлення комплексу керованого озброєння «Кобра» на танк і у вересні 1969 було виготовлено дослідний Т-64А з цією системою.

Від початку 1970-х ХКБМ в ініціативному порядку розробляла проєкт глибокої модернізації Т-64А. Ескізний проєкт Т-64А-2М виконали 1973 року під керівництвом заступника головного конструктора ХКБМ Миколи Шоміна. Він мав отримати башту з новою композитною бронею, комірчастим наповнювачем, систему керування вогнем (СКВ) з прицілом 1Г21 і лазерним віддалеміром, стабілізатор 2Е26, балістичний обчислювач з набором давачів, комплекс керованого озброєння та 125-мм гармату 2А46-2, пристосовану для вогню керованими ракетами. Для покращення рухливості пропонували двигун 6ТД. Багато з цих ідей пізніше втілили на «Об'єкті 447» і «476».

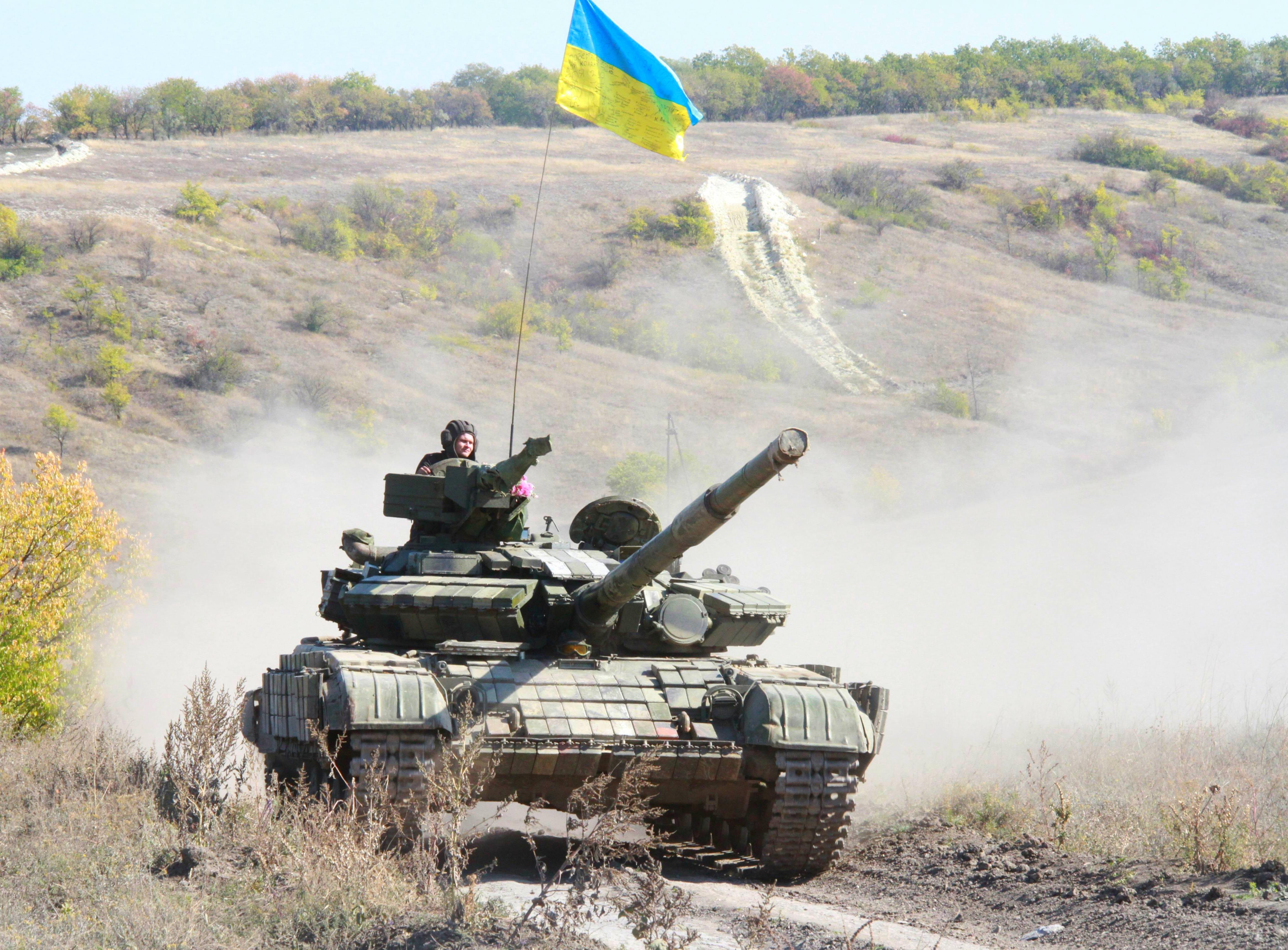
Т-64БВ

Наприкінці 1973 року в ХКБМ створили технічний проєкт «Об'єкта 447» — варіанту Т-64А з комплексом Кобра» та системою керування вогнем «Об». 1975 року танк пройшов усебічні випробування й 1976 року допрацьований «Об'єкт 447А» було прийнято на озброєння як «основний бойовий танк Т-64Б». Корпус, трансмісія, ходова частина, електричне та спеціальне обладнання повністю взяті від Т-64А зразка 1976 року. Через високу вартість комплексу керованого озброєння виготовляли також спрощений Т-64Б1 («Об'єкт 437А») з аналогічним набором модифікацій, але без керованих ракет. Також випускали командирський варіант Т-64БК, аналогічний до Т-64АК.
Після появи динамічного захисту «Контакт-1», упродовж 1981—1983 років було розроблено технічну документацію для його встановлення на Т-64Б/Б1. Наказом Міноборони № 07 від 14 січня 1985 року було прийнято на озброєння варіанти Т-64БВ та Т-64БВ1, оснащені «Контактом-1», і надалі всі машини виготовляли з ним. Під час капітального ремонту Т-64Б/Б1 поступово доводили до рівня Т-64БВ/БВ1. Т-64БВ виготовляли до 1987 року, коли в серію пішов Т-80УД.

### Варіанти з 6ТД
Ще в 1970-ті за досвідом 5ТДФ ХКБД розробляло двигун 1000-сильний 6ТД для Т-64 і майбутніх танків. Упродовж 1974—1979 ХКБМ розробляло «Об'єкт 476» — перспективний проєкт Т-64 з потужнішим 1000-сильним двигуном 6ТД-1, просторішою баштою з новітнім комірчастим наповнювачем і низкою інших поліпшень. 1976 року було виготовлено перші два прототипи, 1979 його рекомендували до серійного виробництва, а в грудні 1983 року було прийнято на озброєння модифікації Т-64АМ, Т-64АКМ, Т-64БМ і Т-64Б1М з 6ТД-1.
Однак через політичний курс на Т-80 і ГТД ці модифікації не пішли в серію, було виготовлено лише 5 зразків. Башту «Об'єкта 476» з новими системою керування вогнем і комплексом керованого озброєння запозичили для Т-80У та Т-80УД. На основі «Об'єкта 476» також було створено «Об'єкт 478», його варіант з ходовою Т-80, що ліг в основу Т-80УД, ставшого наступним серійним танком для ХКБМ і ХЗТМ після родини Т-64 й отримав розвиток у незалежній Україні. Існує погляд, що Т-80УД є глибокою модернізацією Т-64, а не Т-80.

## Виробництво
| Модель | Роки виробництва | Кількість         |
| ------ | ---------------- | ----------------- |
| Т-64   | 1963—1968        | 1192 або 1291     |
| Т-64А  | 1969—1985        | 4600 + 780 Т-64АК |
| Т-64Б  | 1976—1985        | 4200 + 57 Т-64БК  |
| Т-64Б1 | 1976—1985        | 1200              |
| Т-64БВ | 1985—1987        | невідомо          |
| всі    | 1963—1987        | понад 13 тисяч    |

Т-64А, Т-64Б та Т-64Б1 виготовляли на ХЗТМ імені Малишева паралельно до 1985 року, коли їх у виробництві замінили Т-64БВ і Т-64БВ1. У процесі виробництва нові партії постійно отримували іншу комплектацію, також вона змінювалась після капітальних ремонтів. Станом на 1 січня 1981 уніфікація Т-64А з Т-64Б/Б1 досягала 95%, але нерідко після обслуговування з'являлись «танки-гібриди», які мали частину деталей від Т-64А та Б/Б1 і не можуть бути чітко віднесені до відповідних моделей. Зокрема, на низці Т-64А раннього випуску пізніше встановили башти 1976—1981 років або навіть башти зразка Т-64Б/Б1. Такі машини мали часто мали нестандартне розміщення ЗІП, зовнішнього та внутрішнього обладнання. Нерідко траплялись випадки, коли в одній дивізії полки були оснащені різними моделями Т-64, а іноді навіть один полк мав всі три моделі одразу.
Останній танк серії Т-64 вийшов з цеху 27 грудня 1987 року, через 24 роки після випуску першого серійного танка в грудні 1963. У серійному виробництві на ХЗТМ його замінив Т-80УД з двигуном 6ТД-1.

### Хронологія комплектації
|                | Т-64А | Т-64Б та Т-64Б1 |
| -------------- | --- | --- |
| 1971           | Змінено: приціл ТПД-2-1 → ТПД-2-49, нічний приціл ТПН-1-43А → ТПН-1-49-23, радіостанція Р-123 → Р-123М. ОПВТ перенесено з даху МТВ на корму башти, ліворуч на башті додано 3 ящики для ізолювальних апаратів АТ-1. | Танки Т-64Б і Б1 було прийнято на озброєння у вересні 1976 року. |
| 1972           | Додано: зенітна установка з 12,7-мм кулеметом НСВТ з прицілом ПЗУ-5 та електроприводом 1ЕЦ20. Ввід антени перенесений з даху башти за люк командира. | Танки Т-64Б і Б1 було прийнято на озброєння у вересні 1976 року. |
| 1973, січень   | Змінено: прилад нічного бачення ТВНО-2БМ →ТВН-4ПА у механіка-водія, ВНМ → ТНП-165А в навідника, реле стартер-генератора РСГ-10М → РСГ-10М1. Додано: обладнання для самоокопування, кріплення для мінного тралу КМТ-6. | Танки Т-64Б і Б1 було прийнято на озброєння у вересні 1976 року. |
| 1973, липень   | Змінено: прилад керування систем ПАЗ і ППО 3ЕЦ11 → 3ЕЦ11-2. Додано: відцентровий паливний насос БЦН-1 у лівому паливному баці. | Танки Т-64Б і Б1 було прийнято на озброєння у вересні 1976 року. |
| 1974, січень   | Посилено захист башти — замінено наповнювач з алюмінієвого на корундовий. Продубльовано пульт керування МЗ для командира, покращено візуальний покажчик кількості пострілів у МЗ, замінено пульт завантаження П-2 на П-3. Додано кнопку системи очищення приладу спостереження механіка-водія в правому важелі кермування. | Танки Т-64Б і Б1 було прийнято на озброєння у вересні 1976 року. |
| 1974, квітень  | Змінено місця вкладання магазинів до кулемета ПКТ і конструкцію буксирувальних гаків для можливості жорсткого зчеплення. | Танки Т-64Б і Б1 було прийнято на озброєння у вересні 1976 року. |
| 1974, жовтень  | Додано: підпоромір на даху башти праворуч від навідника, постійно встановлені елементи герметизації танка для подолання водних перешкод, система дорожньої сигналізації. Змінено приладовий щиток механіка-водія та обертальний контактний пристрій з ВКУ-330-1 на ВКУ-330-4.                                              | Танки Т-64Б і Б1 було прийнято на озброєння у вересні 1976 року. |
| 1974, листопад | Модернізована гармата Д-81ТМ (2А46-1) та стабілізатор 2Е23 → 2Е28М-2. | Танки Т-64Б і Б1 було прийнято на озброєння у вересні 1976 року. |
| 1975, січень   | Змінено дросель робочих обертів МЗ, покращено електросхему МЗ. Додано гумові гофровані чохли для гідроамортизаторів. Пусковий прилад електрозапуску двигуна ПУС-10 замінено на ПУС-15Р. | Танки Т-64Б і Б1 було прийнято на озброєння у вересні 1976 року. |
| 1975, квітень  | Балони ППО заряджають фреоном 114В2 замість складу «3,5». Введено три зовнішні паливні баки на правій надгусеничній полиці, внаслідок чого ЗІП частково переміщено на корму та правий борт башти. | Танки Т-64Б і Б1 було прийнято на озброєння у вересні 1976 року. |
| 1975, травень  | Додано додаткові прилади спостереження ТНПА-65 на люках командира та навідника. | Танки Т-64Б і Б1 було прийнято на озброєння у вересні 1976 року. |
| 1975, червень  | Двигун 5ТДФ отримав можливість працювати на пальному трьох видів, додано привід керування механізму обмеження подачі пального. | Танки Т-64Б і Б1 було прийнято на озброєння у вересні 1976 року. |
| 1975, серпень  | Додано: термозахисний кожух для ствола гармати, гальмо відкоту з вбудованим компенсатором рідини. Змінено встановлення упорів балансирів. | Танки Т-64Б і Б1 було прийнято на озброєння у вересні 1976 року. |
| 1975, жовтень  | У склад МЗ додано механізм досилання з рейковим силовим циліндром замість гідромотора. Покращений МЗ отримав позначення 6ЕЦ10М. | Танки Т-64Б і Б1 було прийнято на озброєння у вересні 1976 року. |
| 1976, липень   | Збільшено плавність ходу за допомогою торсіонних валів збільшеної енергоємності та зміненого встановлення балансирів. | Танки Т-64Б і Б1 було прийнято на озброєння у вересні 1976 року. |
| 1976, серпень  | Посилені гусеничні стрічки, збільшені терміни технічного обслуговування (ТО): ТО № 1 проводиться після 2500 км пробігу замість 1500, ТО № 2 — 5000 замість 3000. | Танки Т-64Б і Б1 було прийнято на озброєння у вересні 1976 року. |
| 1977, січень   | Прибрано електрофакельне підігрівання повітря для двигуна, встановлено безпомповий підігрівач. | |
| 1977, березень | У системі гідрокерування та змащення силової передачі окрім мастила МТ-8п застосовується також ТСЗп-8. | |
| 1977, серпень  | Стартер-генератор СГ-10 замінено на СГ-10С. | |
| 1977, грудень  | Прибрано повітропритоки корпусу й башти (на деяких машинах з грудня 1977, на всіх машинах з 1978) | |
| 1978, квітень  | Прилад нічного водіння замінено з ТВН-4ПА на ТВНЄ-4Б. | |
| 1979, січень   | Додано систему запуску димових гранат 902А «Туча-1» | Додано систему запуску димових гранат 902Б «Туча-2» |
| 1979, кінець   | | Модернізована гармата 2А46М-1, стабілізатор 2Е42, СКВ 1А33-1, ККРВ 9К112-1, МЗ 6ЕЦ40-2С, гумометалеві екрани на нових машинах                                                                                |
| 1980, січень   | Скасовано складані алюмінієві щитки, додано суцільні гумометалеві бортові екрани. Додано нову прицільну сітку для кулемета. Акумуляторні батареї 12СТ-70М замінено на 12СТ-85Р. | Скасовано складані алюмінієві щитки, додано суцільні гумометалеві бортові екрани. Додано нову прицільну сітку для кулемета. Акумуляторні батареї 12СТ-70М замінено на 12СТ-85Р.                              |
| 1981, січень   | Станом на 1 січня 1981 Т-64А на 95% уніфіковані з Т-64Б/Б1. Посилено бронювання корпусу та башти, встановлено МЗ 6ЕЦ15, електропривід зенітної установки 1ЕЦ40-2С. На частині танків встановлено приціл ТПД-К-1 замість ТПД-2-49.                                                                                          | |
| 1985           | Додано динамічний захист «Контакт-1». Змінено: радіостанція Р-123М → Р-173, танковий перемовний пристрій Р-124 → Р-174 відповідно. Кріплення димових гранатометів перенесено на борт башти. | Додано динамічний захист «Контакт-1». Змінено: радіостанція Р-123М → Р-173, танковий перемовний пристрій Р-124 → Р-174 відповідно. Кріплення димових гранатометів перенесено на борт башти.                  |
| 1985           | Змінено: стабілізатор 2Е28М-2 → 2Е42-1, приціл ТПД-2-49 → прицільний комплекс 1А40, що включає лазерний приціл-віддалемір і пристрій врахування бічного випередження. | Всі нові Т-64БВ та БВ1 отримували гармату 2А46М-1, стабілізатор 2Е42, систему керуванням вогнем 1А33-1, комплекс керованого озброєння 9К112-1, МЗ 6ЕЦ40-2С, радіостанцію Р-173 та перемовний пристрій Р-174. |

## Опис танка

### Компонування

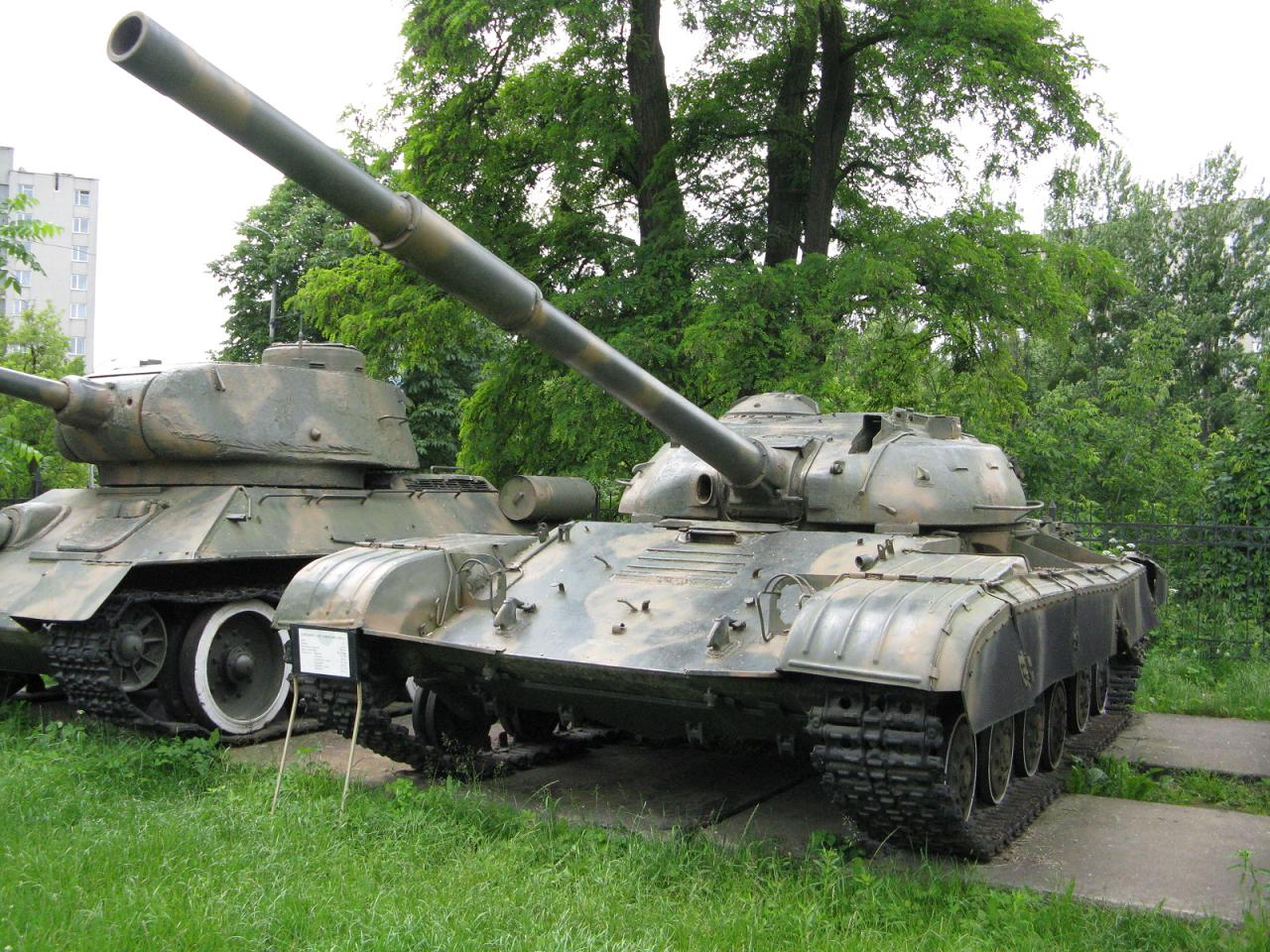
На фото добре видно менший розмір Т-64 в порівнянні з Т-34-85

Т-64 має екіпаж із трьох осіб (механік-водій, командир танка й навідник) та автоматичне заряджання гармати. Танк поділений на три частини: відділення керування, бойове відділення та моторно-трансмісійне відділення (МТВ).
Відділення керування розташоване в носовій частині, обмежене праворуч баком пального та баком-стелажем, а з лівого боку іншим баком пального, щитком приладів керування та акумуляторними батареями. В центрі відділення розташоване робоче місце механіка-водія з органами керування, зокрема, з важелями повороту та педалями. Люк механіка-водія розташований у даху корпусу, а за його сидінням також наявний люк запасного виходу в дні.
Бойове відділення представлене поєднанням корпусу й башти, воно розташоване в центрі машини між відділенням керування та силовим. Разом з баштою обертається прикріплена до неї кабіна (кошик башти), в якій містяться механізм заряджання й робочі місця навідника та командира (ліворуч і праворуч від гармати відповідно), що включають сидіння та відповідні прилади керування. Над командиром розміщена командирська башточка з приладом спостереження та зенітним кулеметом.
В задній частині корпусу знаходиться моторно-трансмісійне відділення (МТВ; також силове відділення), відділене герметичною перегородкою від бойового. Там розташовані двигун, трансмісія, генератор та пов'язані з ними системи. Зовні танка прикріплені баки з пальним, ящики з запчастинами, інструментами й приладдям (ЗІП), буксирувальні троси, колода самовитягування, вкривальний брезент, ОПВТ, частина боєкомплекту зенітного кулемета та інше допоміжне обладнання.

### Захист

#### Броньовий корпус і башта
Корпус є жорстко звареною з броньових листів коробкою, що складається з носової частини, бортів, корми, даху, перегородки й даху силового відділення. Носова частина зварена з верхньої та нижньої лобових деталей, переднього листа даху, бортами та дном. Бортова броня «Об'єкта 432» всюди була 80 мм завтовшки, на Т-64А/Б вона дорівнює 85 мм біля керівного та бойового відділень і 70 мм біля силового.
Верхня лобова деталь композитна, тришарова, зі схемою 80С—105Т—20С / 68° (зовнішній 80-мм шар сталі, 105-мм шар склотекстоліту та 20-мм шар сталі, весь масив під кутом 68° до нормалі) для Т-64А/Б. Броня надавала захист від кумулятивних боєприпасів із бронепробиттям 450 мм і підкаліберних з 140 мм/60° або 305 мм/0°. Нижня лобова деталь є сталевим листом 80 мм/61,5°.
Башта лита з привареним дахом, її передня частина — композитна. На ранніх Т-64 лобова броня башти була сталева з алюмінієвим наповнювачем. Кут нахилу складав 20°, горизонтальна товщина складала від 624 мм внизу (130С—244А—250С) до 575 мм в середині (67С—323А—185С). Броня башти надавала захист від кумулятивних боєприпасів із бронепробиттям 450 мм і підкаліберних з 350 мм/30° або 400 мм/0°. З 1974 року на Т-64А ввели новий наповнювач композитної броні, який використовували на всіх наступних модифікаціях — корундові кулі діаметру 8 см з формулою 112С—138К—138С / 30°. Попри зменшення товщини, захист залишився на тому самому рівні, до того ж покращилась стійкість при повторних влучаннях. Броня корми башти сталева, завтовшки 65 мм.
На кінець 1960-х лобова броня Т-64А надавала ефективний захист від усіх видів боєприпасів 105-мм гармати L7. 1982 року СРСР отримав зразок ізраїльського танка M48A5 з динамічним захистом «Блейзер» і 105-мм гарматою з підкаліберними снарядами M111, здатними пробивати верхню лобову деталь радянських танків. У відповідь в СРСР розгорнули дослідно-конструкторську роботу «Відбиття» (рос. ОКР «Отражение») для посилення всіх танків Т-64, Т-72 й Т-80. В її рамках було створено ефективнішу броньову комбінацію 60С—35Т—30С—35Т—45Т, яку  отримали Т-64БВ і Т-80БВ, прийняті на озброєння 1985 року. Т-64А/Б отримали додатковий 30-мм лист сталі, що наварювався на верхню лобову деталь під час ремонту, однак поступався п'ятишаровому. Крім того, Т-64БВ отримав вибуховий динамічний захист «Контакт-1» для протидії кумулятивним снарядам, його також встановлювали на Т-64А, Т-64Б/Б1 під час капітального ремонту. «Контакт-5» серійно на машини родини Т-64 не встановлювали.
|                     | Схема броні                               | Товщина броні (до нормалі) | Товщина броні (горизонтально) | RHAe, КС                | RHAe, БОПС |
| ------------------- | ----------------------------------------- | -------------------------- | ----------------------------- | ----------------------- | ---------- |
| Т-64, Т-64А, Т-64Б  | 80С—105Т—20С/ 68°                         | 205                        | 547                           | 450                     | 305        |
| Т-64А, Т-64Б з 1983 | 110С—105Т—20С/ 68°                        | 235                        | 627                           | 530                     | 385        |
| Т-64БВ              | 60С—35Т—30С—35Т—45Т/ 68° + ДЗ «Контакт-1» | 205                        | 547                           | 482 (без ДЗ) 800 (з ДЗ) | ~500       |

#### Інші види захисту
Захист надають також інші елементи конструкції. На танках раннього випуску встановлювали складані алюмінієві щитки на бортах, що мали захищати танк від ураження бортів кумулятивними снарядами при атаці з курсових кутів. Вони, однак, були ненадійні й не захищали від атак з флангів, тож їх замінили на суцільні гумові екрани. Баки та ящики з обладнанням на надгусеничних полицях також виконують роль екранів для бортової броні.
Зсередини броня башти вкрита підбоєм завтовшки 10—60 мм, що захищає екіпаж від уламків, що відколюються від внутрішнього шару броні при влучанні снаряда. Цей підбій разом з надбоєм зовні машини та поліетиленовим шаром на дні кабіни призначений і для протидії радіації, послаблюючи опромінення екіпажу не менше, як у 15-18 разів. Рівень захисту дозволяє екіпажу безпечно перебувати на відстані 900-1000 м від епіцентру ядерного вибуху потужністю 30 кілотонн.

### Озброєння

#### Гармата
Всі варіанти Т-64 озброєні гладкоствольними танковими гарматами з роздільно-гільзовим заряджанням. Постріл гармати складається з двох частин: снаряда й частково горючої гільзи, в якій міститься метальний заряд. Ранні Т-64 мали 115-мм гармату 2А21 (Д-68), замінену на 125-мм 2А26 (Д-81Т) у модифікації Т-64А та 2А46-1 (Д-81ТМ) з 1974. Т-64Б отримав гармату 2А46-2, здатну вести вогонь керованими ракетами 9М112, а з 1979 на Т-64Б почали встановлювати 2А46М-1 зі змінною трубою ствола та покращеними противідкотними пристроями.
Гармати родин 2А26 та 2А46 можуть вести вогонь бронебійними опереними підкаліберними (БОПС), кумулятивними та уламково-фугасними снарядами, а Т-64Б/БВ також і протитанковими керованими ракетами.[⇨] Боєкомплект Т-64А/Б складає 36 пострілів: 28 у конвеєрі механізму заряджання (МЗ), 7 у відділенні керування (7 зарядів і 5 снарядів у баку-стелажі та 2 снаряди біля нього) та 1 у бойовому відділенні.
Крім того, гармата стабілізована у вертикальній і горизонтальній площинах за допомогою стабілізатора з електрогідравлічним або електромашинним приводом. У різний час встановлювали моделі 2Е23, 2Е26, 2Е28, 2Е42 та інші. Наприклад, стабілізатор 2Е28М2 танка Т-64А мав максимальні швидкості горизонтального наведення 18—20 °/с, забезпечуючи оберт башти на 360° за 9—10 с. Був наявний і ручний механізм обертання башти. З 1975 року на гарматах усіх модифікацій встановлюється теплозахисний кожух.[джерело?]

#### Боєприпаси
| Таблиця ТТХ пострілів, використовуваних для стрільби з гармати 2А21 |                |                          |                   |                  |                 |
| Індекс пострілу                                                     | Індекс снаряду | Початкова швидкість, м/с | Маса пострілу, кг | Маса снаряду, кг | Маса заряду, кг |
| Підкаліберні снаряди                                                |                |                          |                   |                  |                 |
| 3ВБМ1                                                               | 3БМ5           | 1615                     | 18,0              | 5,36             | 7,4             |
| 3ВБМ5                                                               | 3БМ5           | 1615                     | 18,0              | 5,36             | 6,6             |
| Кумулятивні снаряди                                                 |                |                          |                   |                  |                 |
| 3ВБК4                                                               | 3БК8М          | 950                      | 22,53             | 12,94            | 4,8             |
| 3ВБК8                                                               | 3БК8/3БК8М     | 950                      | 22,5              | 12,94            | 4,42            |
| Осколково-фугасні снаряди                                           |                |                          |                   |                  |                 |
| 3ВОФ18                                                              | 3ОФ17          | 800                      |                   | 18,0             |                 |
| 3ВОФ19                                                              |                | 800                      |                   |                  |                 |
| 3ВОФ23                                                              | 3ОФ17          | 800                      | 27,4              | 18,0             | 4,3             |
| 3ВОФ24                                                              | 3ОФ17          | 800                      | 27,0              | 18,0             | 4,32            |
| 3ВОФ38                                                              | 3ОФ28          |                          | 27,03             | 18,1             | 4,32            |

| Таблиця ТТХ пострілів, використовуваних для стрільби з гармати 2А26 |                |               |                   |                  |                 |
| Індекс пострілу                                                     | Індекс снаряду | Індекс заряду | Маса пострілу, кг | Маса снаряду, кг | Маса заряду, кг |
| Підкаліберні снаряди                                                |                |               |                   |                  |                 |
| 3ВБМ3                                                               | 3БМ9/3БМ10     | 4Ж40          | 19,6              | 5,67             | 5,0/5,0+3,4     |
| 3ВБМ6                                                               | 3БМ12/3БМ13    | 4Ж40          | 19,6              | 5,67             | 5,0/5,0+3,4     |
| 3ВБМ7                                                               | 3БМ15/3БМ18    | 4Ж40          | 20,0              | 5,9              | 5,0/5,0+3,4     |
| 3ВБМ8                                                               | 3БМ17/3БМ18    | 4Ж40          | 20,0              | 5,9              | 5,0/5,0+3,4     |
| 3ВБМ9                                                               | 3БМ22/3БМ23    | 4Ж40          | 20,2              | 6,55             | 5,0/5,0+3,4     |
| 3ВБМ11                                                              | 3БМ26/3БМ27    | 4Ж63          | 20,43             | 7,05             | 5,3/5,3+2,9     |
| Кумулятивні снаряди                                                 |                |               |                   |                  |                 |
| 3ВБК7                                                               | 3БК12(М)       | 4Ж40          | 29,0              | 19,0             | 5,0             |
| 3ВБК10                                                              | 3БК14(М)       | 4Ж40          | 29,0              | 19,0             | 5,0             |
| 3ВБК16                                                              | 3БК18(М)       | 4Ж40          | 29,0              | 19,0             | 5,0             |
| Осколково-фугасні снаряди                                           |                |               |                   |                  |                 |
| 3ВОФ22                                                              | 3ОФ19          | 4Ж40          | 33,0              | 23,0             | 5,0             |
| 3ВОФ36                                                              | 3ОФ26          | 4Ж40          | 33,0              | 23,0             | 5,0             |
| Кумулятивні снаряди                                                 |                |               |                   |                  |                 |
| 3ВП5                                                                | 3П11           | 4Ж40          | 29,0              | 19,0             | 5,0             |
| Осколково-фугасні снаряди                                           |                |               |                   |                  |                 |
| 3ВП24                                                               | 3П23           | 4Ж40          | 33,0              | 23,0             | 5,0             |
| Навчально-тренувальні снаряди                                       |                |               |                   |                  |                 |
| 3ВПУ4                                                               | 3ПУ12          | 4ПУ105        | 19,1              | 9,6              |                 |
| 3ВПУ5                                                               | 3ПУ13          | 4ПУ105        | 28,5              | 19,0             |                 |
| 3ВПУ6                                                               | 3ПУ14          | 4ПУ105        | 32,5              | 23,0             |                 |

#### Механізм заряджання
Механізм заряджання (МЗ) Т-64 здійснює повністю автоматичне заряджання гармати будь-яким типом снарядів (у тому числі керованими ракетами). МЗ гідроелектромеханічний, розміщений у кабіні (кошику) башти. Постріли перебувають у L-подібних касетах, в яких снаряди розташовані горизонтально на підлозі кабіни, а метальні заряди — вертикально.
МЗ забезпечує Т-64 швидкострільність близько 10 пострілів на хвилину для 115-мм гармати та 8 для 125-мм. Час заряджання пострілу складає 7,1—19,5 секунд при повороті АЗ на один крок і при повному оберті відповідно.

#### Допоміжне озброєння
Всі радянські модифікації Т-64 мали спарений з гарматою 7,62-мм кулемет ПКТ зі стрічковим живленням і темпом стрільби 700—800 пострілів на хвилину.
Початково Т-64 зенітна установка була відсутня. З 1972 року встановлювали зенітну кулеметну установку закритого типу (тобто, командир міг вести вогонь з неї зсередини танка, не відкриваючи люк) 6П17 з 12-7-мм кулеметом НСВТ. Установка має електромеханічний привід керування.
Крім того, танк штатно має автомат АКМС (300 набоїв, на Т-64АК — 150), сигнальний пістолет СПШ (12 набоїв) та гранати Ф-1 (10 штук).

#### Кероване озброєння
На Т-64Б/БВ встановлено комплекс керованого озброєння 9К112-1 «Кобра», що веде вогонь радіокерованими протитанковими ракетами 9М112. Ракети розташовуються в конвеєрі МЗ, поділені на дві частини та запускаються через ствол гармати. Керування ракетою здійснює навідник через приціл у межах прямої видимості. Ведення вогню ракетами можливе з місця або на ходу зі швидкістю до 30 км/год, віддаль пострілу складає до 4000 м.
| Модель танка                          | Основне озброєння                                                 | Спарений кулемет                               | Зенітна установка                                                 | Кероване озброєння                 |
| ------------------------------------- | ----------------------------------------------------------------- | ---------------------------------------------- | ----------------------------------------------------------------- | ---------------------------------- |
| Т-64/об'єкт 432 (1964)                | 115-мм гармата Д-68, боєкомплект 40 постр.                        | 7,62-мм кулемет ПКТ боєкомплект 2000 патр.     | немає                                                             | немає                              |
| Т-64А/об'єкт 434 (1964) Т-64АМ (1983) | 125-мм гармата Д-81, боєкомплект 37 постр.                        | без змін                                       | 12,7-мм кулемет ДШК-М, боєкомплект 300 патр. (З 1972 року — НСВТ) | немає                              |
| Т-64АК (1973) Т-64АКМ (1983)          | 125-мм гармата Д-81, боєкомплект 28 постр. в механізмі заряджання | 7,62-мм кулемет ПКТ боєкомплект 1000 патр.     | ні, за ін. даними — 12.7-мм кулемет НСВТ, боєкомплект 300 патр.   | немає                              |
| Т-64Б/Б1 (1976) Т-64БМ/Б1М (1983)     | 125-мм гармата 2А46-2, боєкомплект 36 постр. (Б1М — 37)           | 7,62-мм кулемет ПКТ боєкомплект 1250 патр.     | без змін                                                          | ПТРК 9К112-1 «Кобра» (Б1/Б1М — ні) |
| Т-64БК (1976)                         | 125-мм гармата 2А46-2, боєкомплект 28 постр.                      | 7,62-мм кулемет ПКТ боєкомплект 1000 патр.     | без змін                                                          | немає                              |
| Т-64А (зр. 1980)                      | 125-мм гармата 2А46-1, боєкомплект 37 постр.                      | 7,62-мм кулемет ПКТ боєкомплект 2000 патр.     | без змін                                                          | немає                              |
| Т-64БВ (1985)                         | 125-мм гармата 2А46-1 або 2А46-2, боєкомплект 36 постр.           | 7,62-мм кулемет ПКТ боєкомплект 1250 патр.     | без змін                                                          | ПТРК 9К112-1 «Кобра»               |
| Т-64БМ «Булат»                        | 125-мм гармата КБА-3 або 2А46М-1, боєкомплект 36 постр.           | 7,62-мм кулемет КТ-7,62 боєкомплект 1250 патр. | 12,7-мм КТ-12,7 боєкомплект 300 патр.                             | керовані ракети «Комбат»           |

### Прицільні та спостережні прилади
Над місцем командира розташована обертова командирська башточка з кількома оглядовими перископами (ТНПО-160 і ТНПА-65) та комбінованим (денним і нічним) спостережним пристроєм ТКН-3В з кратністю збільшення 5× для денного та 4,2× для нічного каналу. На ранніх моделях стояли пристрої ТКН-3.
Початково Т-64 мали денний приціл навідника з оптичним віддалеміром ТПД-2-1, з 1971 їх замінили на ТПД-2-49. Поле зору приціла стабілізоване у вертикальній площині. Т-64Б і Т-64Б1 мали новітню систему керування вогнем 1А33 «Об», що містить приціл з лазерним віддалеміром 1Г42 (змінна кратність 3,9—9×, поле зору 20°—8°24′), балістичний обчислювач 1В517, блок дозволу на постріл 1Г43 і комплект давачів, зокрема, бічного вітру. Цю систему без змін пізніше отримали Т-80Б. Частина Т-64А з 1981 року отримала приціл ТПД-К1 з лазерним віддалеміром або СКВ 1А40 на його основі.
Нічний приціл початково був представлений ТПН-1-43А, 1971 року його замінили на ТПН-1-49-23 з кратністю 5,3× і полем зору 6°, що забезпечує віддаль бачення до 1000 в активному режимі (з увімкненим прожектором). Для підсвічування цілі використовується інфрачервоний прожектор Л-4А з кутом освітлення 1°.[джерело?] Тепловізійні та панорамні приціли за часів СРСР на Т-64 не встановлювали.

### Двигун

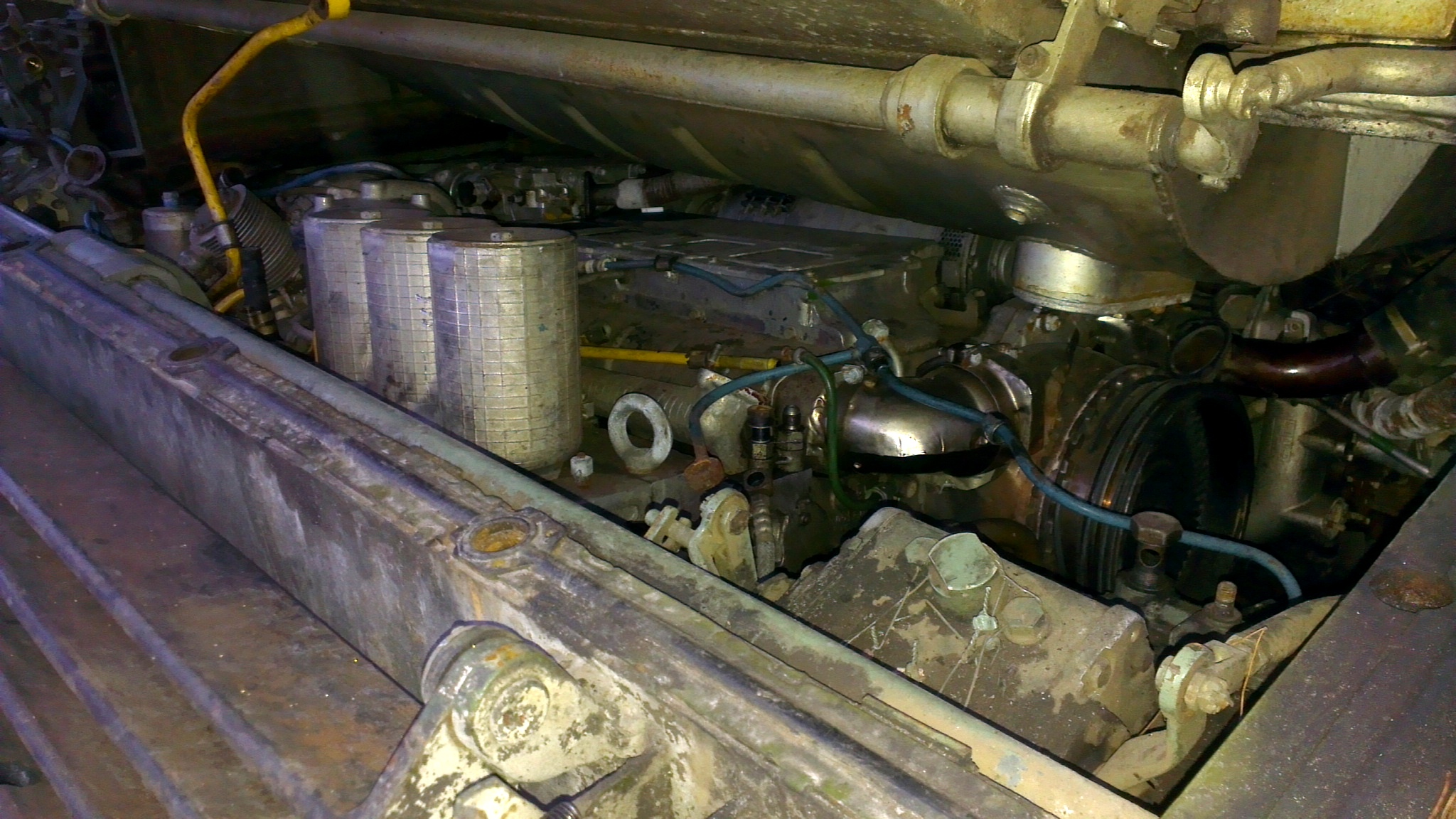
5ТДФ в моторному відсіку танку Т-64БВ

Всі серійні радянські варіанти Т-64 мали дизельний двигун 5ТДФ потужністю 700 к. с. (522 кВт).
Двигун 5ТДФ являє собою п'ятициліндровий опозитний двотактний турбопоршневий дизель, однорядний, з горизонтальним розташуванням циліндрів і зустрічним рухом поршнів. Відбір потужності двобічний. Поряд з поршневою частиною є два з'єднаних між собою лопаткових агрегати: нагнітач і газова турбіна. Двигун був надзвичайно малий і легкий, але вимагав ретельного технічного обслуговування і якісних ПММ. Крім того, дизель був високоспритний і працював у дуже теплонавантаженому режимі, що вимагало при його запуску постійно користуватися котлом підігрівача при температурі навколишнього повітря від +10 °C і нижче. Робочий об'єм двигуна склав 13,6 л, літрова потужність 52 к.с./л, максимальна частота обертання колінвала 2800 об/хв.[джерело?]
5ТДФ багатопаливний, він здатен працювати на трьох видах пального: дизельне (марки Л, З, А), авіаційне (ТС-1), бензин (А-72, А-76) та їх суміші в будь-яких пропорціях. Цю можливість було вперше введено в червні 1973 на висоті до 1000 м над рівнем моря, а 1975 року розширено до 3000 м. Місткість баків з пальним складає 1270 літрів, з яких 730 перебуває у внутрішніх баках, а 540 у зовнішніх, також передбачено встановлення зовнішніх баків місткістю 370 л, не включених у паливну систему.
За часів СРСР були спроби форсувати двигун для більшої потужності, однак фактично ці ідеї здійснились лише в незалежній Україні, де було створено варіанти 5ТДФМ (850 к. с.) та 5ТДФМА (1050 к. с.). Крім того, в 1970-ті розробили шестициліндровий 6ТД-1 потужністю 1000 к. с., призначений для модернізації Т-64, але через тогочасний курс вищого керівництва СРСР на газотурбінні танки, їх встановили лише на Т-80УД.

### Трансмісія та кермування
Трансмісія механічна планетарна з гідросервоприводами керування, вона призначена для передання крутного моменту від двигуна до тягових колес, повороту й гальмування. Трансмісія складається з лівої та правої планетарних коробок передач і бортових редукторів, конструкційно об'єднаних у бортові коробки передач (БКП). Поворот здійснюється зниженням передачі з боку, в який танк має повернути.
Ці системи замінили дев'ять вузлів трансмісії танка Т-55: вхідний редуктор («гітара»), головний фрикціон, коробку передач, два планетарні механізми повороту, два гальма і два бортові редуктори. Трансмісія танка вийшла дуже компактною і легкою, на 750 кг легше, ніж у Т-55, і складалася з 150 деталей замість 500.[джерело?]

### Ходова частина
Ходова частина складається з гусеничного рушія та підвіски, яка з'єднує елементи рушія з корпусом.
Рушій складається з двох гусеничних стрічок по 78—79 траків. На кожному борту наявні: тягове колесо цівкового зачеплення з двома зубчастими вінцями (ззаду), цільнометалеве напрямне колесо з механізмом натягу гусениці (спереду), 6 здвоєних опорних котків з внутрішньою амортизацією, чотири підтримувальні ролики з внутрішньою амортизацією та відбійник.
Траки гусениць — паралельного типу, з гумометалевими шарнірами, штампованими сталевими ланками та ґрунтозачепами. Вони з'єднані між собою гребенями в середніх частинах та скобами («біноклями») по краях, закріпленими на пальцях. Скоби також відіграють роль цівки для зачеплення тягового колеса.
Підвіска індивідуальна (тобто, кожен коток підресорений окремо від інших), торсіонна. Вузол підвіски складається з торсіонного валу, балансира, осі балансира, гідравлічного телескопічного амортизатора й упора для обмеження ходу балансира опорних котків. Торсіонні вали лівих і правих підвісок розташовані співвісно, вони з'єднують балансири з корпусом машини. Гідроамортизатори призначені для пом'якшення коливань і погашення ударів при русі, вони встановлені на 1-му, 2-му і 6-му вузлах підвіски.

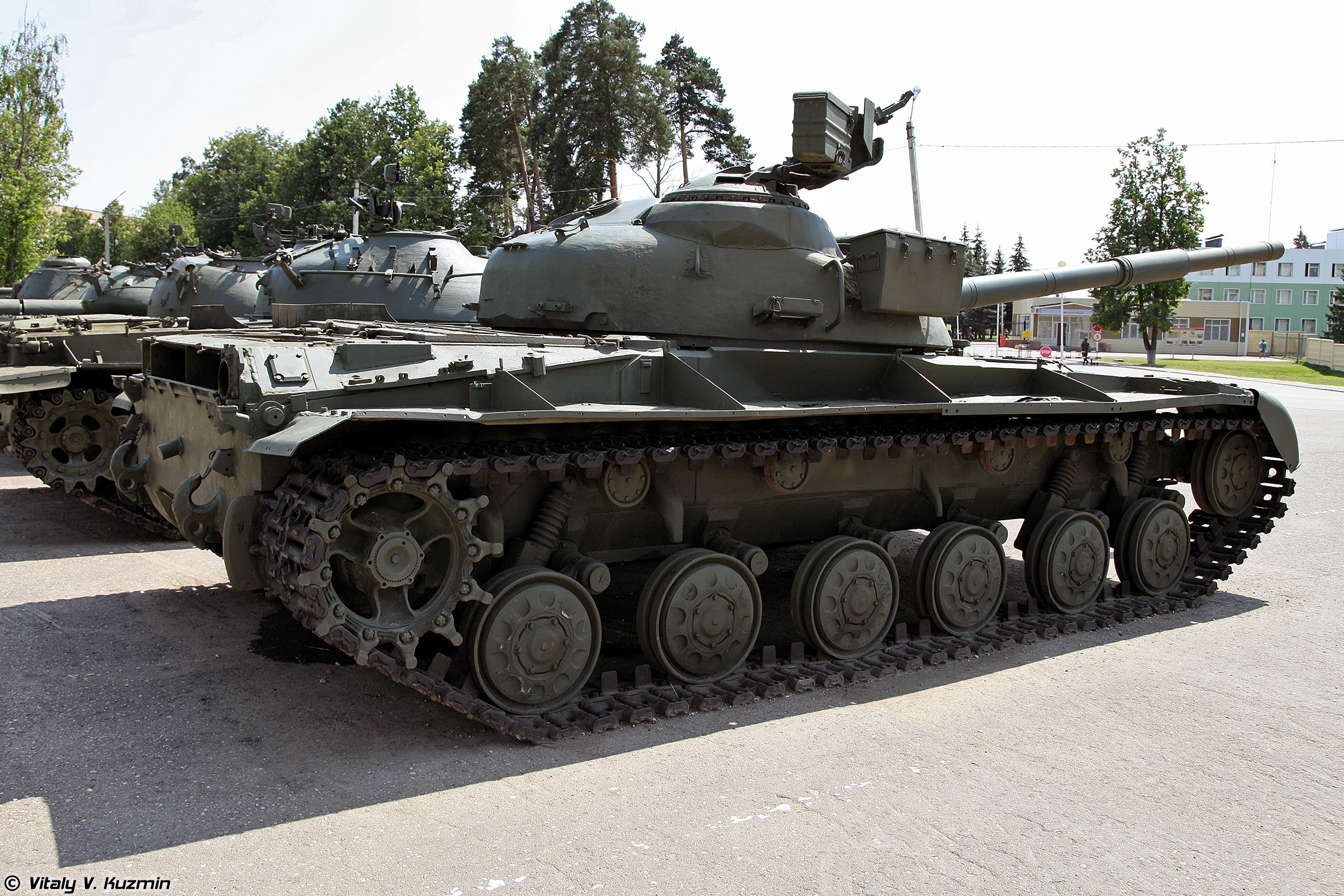
Загальний вигляд ходової частини танка
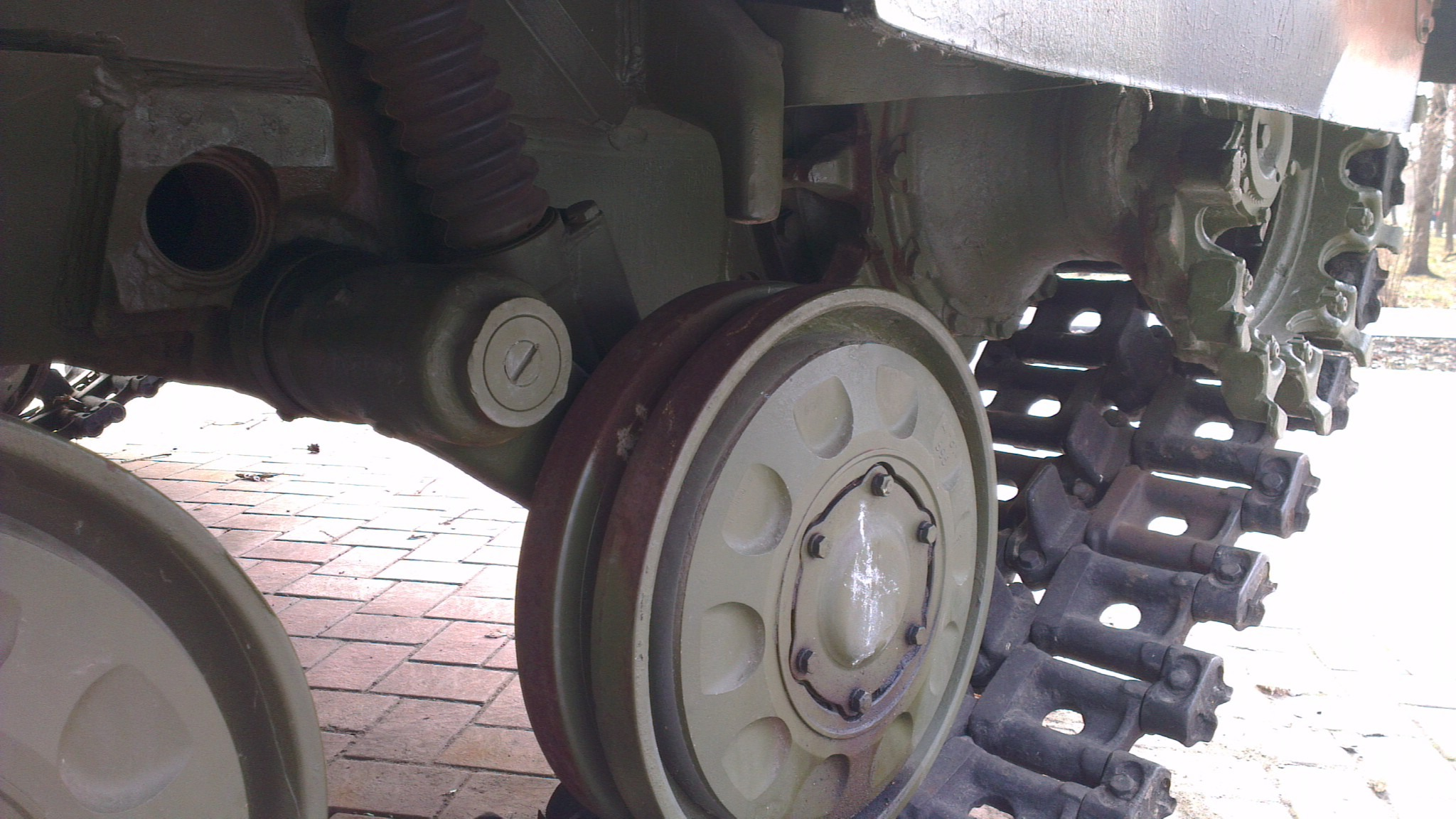
Тягове колесо, опорний коток і гусенична стрічка
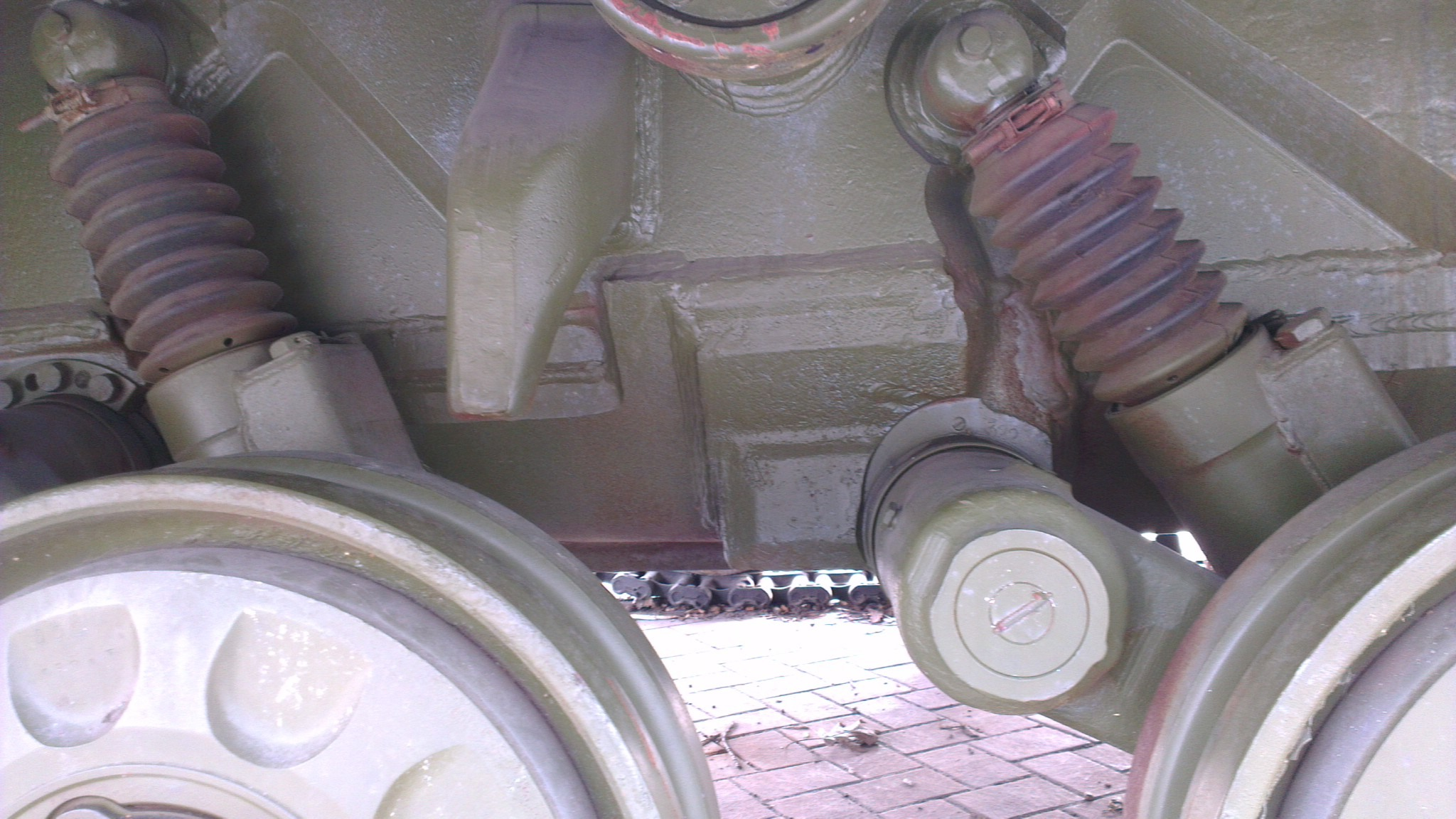
Гідроамортизатори та обмежувальний упор між 1-м та 2-м вузлами підвіски

### Ходові якості
Автономність забезпечується запасом палива і його витратою на проміжок шляху. Для Т-64А запас палива складає 1200 л у внутрішніх баках і 400 л в зовнішніх додаткових бочках. Запасу палива у внутрішніх баках, при витраті палива 170—200 л на 100 км шляху вистачає, для подоланні відстані 500—600 км без дозаправлення.

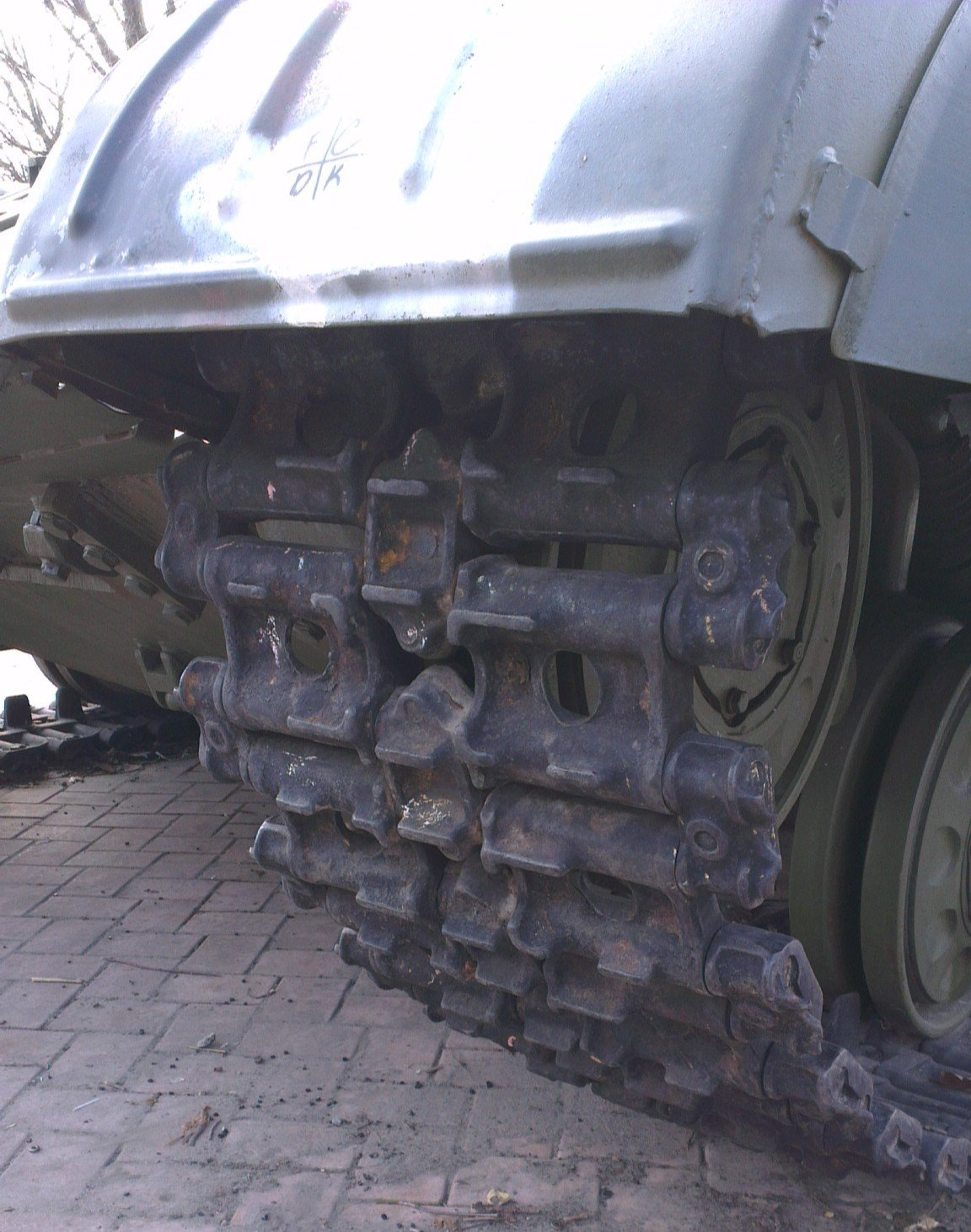
Гусениця танків Т-64

Прохідність Для подолання різних перешкод Т-64А володіє достатньою питомою потужністю 18 к.с./т і вдалою конструкцією трака. Як показав досвід експлуатації Т-64А, на глиноземних ґрунтах його гусениці мають краще зчеплення, ніж гусениці, наприклад, Т-72. Так, коли в бездоріжжя необхідно подолати крутий підйом і гусениці Т-72 на ньому пробуксовують, то Т-64 повільно, але впевнено виповзає на верх. Це пояснюється конструкцією трака. У Т-72 траки в цих умовах забиваються брудом і ковзають по поверхні, у Т-64 в траках є по два отвори, в які бруд прочавлюється і за рахунок цього підвищується зчеплення з ґрунтом.
Слід зазначити, що гусеничний рушій Т-64 розроблявся для європейського театру воєнних дій і його трак хороший саме на європейському ТВД (глинисті, торф'яні та чорноземні ґрунти). У гірській кам'янистій місцевості прохідність Т-64 нижче ніж у Т-72, оскільки його трак має слабо розвинений малюнок ґрунтозацепів. Крім того, значна кількість щілин у гусениці Т-64 і малий діаметр і ширина котків знижують його прохідність по піщаних ґрунтах, яка для Т-72 в таких умовах дуже висока.
Опорна прохідність, при питомому тиску на ґрунт 0.83 кг/см², і кліренсі 500 мм, забезпечується досить висока — танк може рухатися на ґрунтах з низькою несучою здатністю навіть тоді, коли його днище лежить на поверхні ґрунту. Кути підйому і крену становлять 30 градусів. Т-64А, за рахунок щільної компоновки і менших габаритних розмірів, в порівнянні з більшістю зарубіжних основних танків має кращу габаритну прохідність. Танк долає убрід водні перешкоди глибиною 1.8 м без підготовки і 5 м — з попередньою підготовкою з використанням ОПВТ. Ширина подоланого рову — 2.85 м, вертикальної стінки — 0.8 м.
Динамічність забезпечується питомою потужністю двигуна і характеристиками трансмісії. На момент створення Т-64А, при потужності двигуна 5ТДФ 700 к.с., він володів достатньою за сучасними мірками питомою потужністю 18 к.с./т, що забезпечує йому хороші динамічні якості. Крім того, вдала конструкція коробки передач, значно полегшує перемикання з однієї передачі на іншу, дозволяє значно знизити втрати швидкості при зміні передач, що теж підвищує динамічні властивості машини. У той же час, відсутність резервів з форсування двигуна, які і так вже були вичерпані, призвело до того, що при модернізації танка і випуску його нових модифікацій (Т-64Б, Т-64БВ), а, відповідно, і підвищення маси, питома потужність впала (для Т-64БВ — 16.5 к.с./т), що негативно позначилося на динамічних властивостях.
Плавність ходу Т-64 дуже висока. Попри те, що опорні котки виготовлені штампуванням з плоского листа металу, не мають гумового покриття торців, і мають внутрішню амортизацію — на місцевості гусеничний рушій Т-64 практично не видає шуму, а плавність ходу забезпечується дуже м'якими торсіонами і вдалою конструкцією гідроамортизаторів.
Транспортабельність Однією з вимог при проектуванні Т-64, як втім, і інших радянських танків, була умова можливості його транспортування залізницею, що накладає жорсткі обмеження на габаритні розміри, зокрема, на ширину. Ця умова була виконана. Т-64 може перевозитися залізницею, автомобільним, авіаційним і морським транспортом.

### Інше обладнання
- Засоби зв'язку. Т-64А/Б має телефонну симплексну радіостанцію Р-123(інші мови) (або Р-123М чи Р-173) і танковий перемовний пристрій на 4 абоненти Р-124 або Р-174. Радіостанція забезпечує зв'язок на відстані 13—20 км за використання штатної 4-метрової антени.[65]
- Електроустаткування. Бортова мережа постійного струму, однодротова, з напругою 27 В. Джерелами струму є чотири свинцево-кислотні акумулятори 12СТ-70М загальною місткістю 280 ампер-годин та генератор постійного струму ГС-18МО з потужністю 18 кВт.[66]
- Система колективного захисту (СКЗ) призначена для захисту екіпажу та систем танка від радіації та отруйних речовин. Захист здійснюється за допомогою герметизації машини та створення підвищеного тиску всередині. СКЗ включає прилада радіаційної та хімічної розвідки ПРХР, контрольної апаратури ЗЕЦ-11-2, фільтровентиляційної установки (ФВУ) та механізмів герметизації.[67]
- Протипожежне обладнання автоматичне, з можливістю ручного запуску. Керування здійснюється за допомогою пульта ЗЕЦ-11-2.[68]
- Термодимова апаратура дозволяє встановлювати димову завісу за допомогою дизельного пального.[68]
- Система пуску димових гранат 902А «Туча-1» дозволяє дистанційно встановлювати димову завісу. До складу системи входять 12 (8 установок 902Б «Туча-2» на Т-64Б і Т-64АВ) пускових установок.[68]
- Обладнання для підводного водіння танка (ОПВТ) дозволяє танку долати брід до 1,8 м (до 1 м для танків випуску до 1975 року). До комплекту входять знімні елементи, призначені для подолання водних перешкод глибиною до 5 метрів рухом по дну.[68]
- Обладнання для самоокопування(інші мови) призначене для облаштування індивідуального укриття. Розташоване на нижній лобовій деталі.[68]
- На танк може встановлюватися колійний протимінний ножовий трал[en] КМТ-6.[68]

### Візуальні відмінності
На відміну від Т-72, інфрачервоний пошуковий ліхтар знаходиться зліва від гармати. З кожного боку має шестеро котків, які мають помітно менший діаметр в порівнянні з Т-72, а також в Т-64, Т-80 і Т-84 вихлопна система знаходиться ззаду, тоді як в Т-72, Т-90 з лівого боку.

## Список варіантів

### СРСР

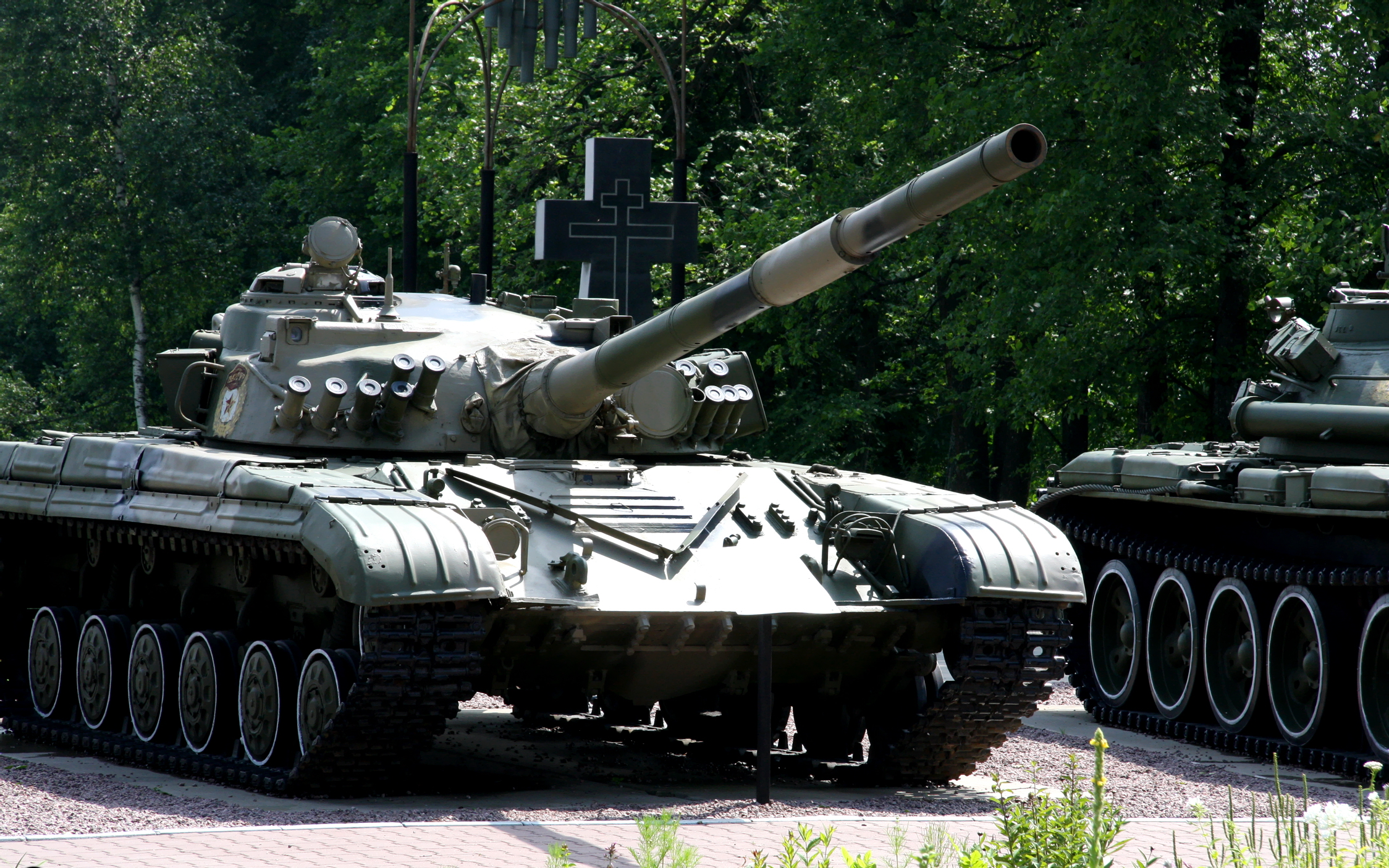
Т-64АК

- Об'єкт 430 — ранній прототип зі 100-мм гарматою.[⇨]
  - Об'єкт 435 — «430» зі 115-мм гарматою У-5ТС.
- Т-64 (Об'єкт 432) — перший серійний варіант зі 115-мм гарматою Д-68 (2А21).[⇨]
  - Об'єкт 003 («Т-64Т») — «432» з газотурбінним двигуном ГТД-3ТЛ. Розроблений силами ОКБ-29(інші мови) та ВНДІ-100 протягом 1963—1967, на озброєння не прийнятий.
  - Об'єкт 775 — ракетний танк з елементами шасі «432». Розроблений протягом 1962—1964 на ЧТЗ, виготовлено дослідну партію. Також 1968 року виготовлено дослідний газотурбінний зразок «Об'єкт 775Т».
  - Об'єкт 287 — ракетний танк на шасі «432», озброєний ПТКР і двома 73-мм гарматами 2А25. Розроблений на ЛКЗ протягом 1961—1965, виготовлено кілька зразків. Також був аналогічний проєкт «Об'єкт 288» з ГТД.
  - Об'єкт 289 — «432» з газотурбінним двигуном ГТД-3Т. Розроблений на ЛКЗ 1965 року.
  - Об'єкт 436 — «432» з двигуном В-45, розроблений 1965 року як резервний варіант у зв'язку з початковою ненадійністю 5ТДФ. Виготовлено 3 зразки.
  - Об'єкт 623Б — «432» з двигуном УТД-45 або В-33, розроблений на ОЗТМ(інші мови) 1965 року.
  - Об'єкт 619В — «432» з кріпленнями для плавзасобів ПСТ-63М «Алігатор» і приводами на гвинти. Розроблений на ОЗТМ 1966 року, виготовлено один зразок.
- Т-64А (Об'єкт 434) — варіант з новою баштою та 125-мм гарматою.[⇨]
  - Т-64АК (Об'єкт 446) — командирський танк на базі Т-64А.
  - Т-64Р (Об'єкт 432А[прим. 6]) — «432», доведені до рівня Т-64А без заміни озброєння протягом 1977—1981.[26]
  - Т-64АВ (Об'єкт 434) — варіант з динамічним захистом «Контакт-1», який встановлювали під час капітального ремонту Т-64А.
  - Об'єкт 437 — «434» з системою керування вогнем «Кадр», прототип Т-64Б1. Один зразок отримав 125-мм гармату Д-85 зі сферичним затвором 1966 року.
  - Об'єкт 447 — «434» з комплексом керованого озброєння «Кобра», прототип Т-64Б.
  - Об'єкт 438 — «434» з двигуном В-45, аналогічний за рішеннями до «Об'єкта 436». Виготовлено 4 дослідні зразки протягом 1968—1969.
  - Об'єкт 172 — «434» з двигуном В-45К та автоматом заряджання іншої конструкції, створений з застосуванням напрацювань «Об'єкта 436»/«438» Розроблений на УВЗ як мобілізаційна версія Т-64А, виготовлено 17 дослідних зразків протягом 1968—1969.
    - Т-72 (Об'єкт 172М) — розвиток «172» з ходовою «Об'єкта 167» та двигуном В-46. Розроблений на УВЗ упродовж 1970—1972, 1973 року прийнятий на озброєння як Т-72.

  - Об'єкт 173 — аналог «Об'єкта 172» з більшою уніфікацією з Т-64А, без заміни механізму заряджання. Розроблений на УВЗ 1968 року.
  - Об'єкт 439 — розвиток «438» з двигуном В-46-3. Виготовлено дослідний зразок 1973 року.
  - Об'єкт 219 сп. 1 — варіант Т-64А з газотурбінним двигуном ГТД-1000Т, прототип Т-80. Розроблений на ЛКЗ протягом 1967—1969.
    - Т-80 («Об'єкт 219 сп. 2») — розвиток «219 сп. 1» з новою ходовою частиною та допрацьованим силовим відділенням. Розроблений на ЛКЗ протягом 1971—1976.

  - Об'єкт 618 — командно-штабний танк командира танкової дивізії, що замість гармати мав макет з висувною антеною. Озброєний тільки 12,7-мм кулеметом, екіпаж складав 4 особи. Розроблений 1969 року на ОЗТМ, виготовлено дослідну партію.
- Т-64Б «Сосна» (Об'єкт 447А) — Т-64А з системою керування вогнем 1А33 та комплексом керованого озброєння 9К112 «Кобра». Також був варіант Т-64Б-1 (Об'єкт 437А) з 1А33, але без керованого озброєння для економії коштів: Т-64Б був на 40% дорожчий за Т-64А, тоді як Т-64Б-1 — на 18%.[70] [⇨]
  - Т-64БК (Об'єкт 447Б) — командирський варіант Т-64Б з установкою додаткової навігаційної та радіоапаратури.
  - Т-80Б (Об'єкт 219Р) — Т-80 з бойовим відділенням від Т-64Б.[джерело?]
  - Т-64БВ, Т-64БВ-1 та Т-64БВК (індекси не змінились) — Т-64Б, Б-1 та БК відповідно з динамічним захистом «Контакт-1».
- Об'єкт 476 — Т-64А з новою бронею башти та двигуном 6ТД. Розроблений 1973 року, виготовлено прототипи. 1981 року прийнято на озброєння Т-64АМ (Об'єкт 434А/443), Т-64АКМ, Т-64БМ (447А) і Т-64Б1М (437АМ) з цими технічними рішеннями, однак вони залишились проєктами.
  - Об'єкт 478 — прототип Т-80УД[прим. 7]. За різними джерелами це або модифікація Т-80 з баштою від «476» та двигуном 6ТД, або модифікація «476» з ходовою частиною Т-80.
  - Об'єкт 219АС — варіант Т-80 з баштою «Об'єкта 476», прототип Т-80У.
- Об'єкт 490

### Україна

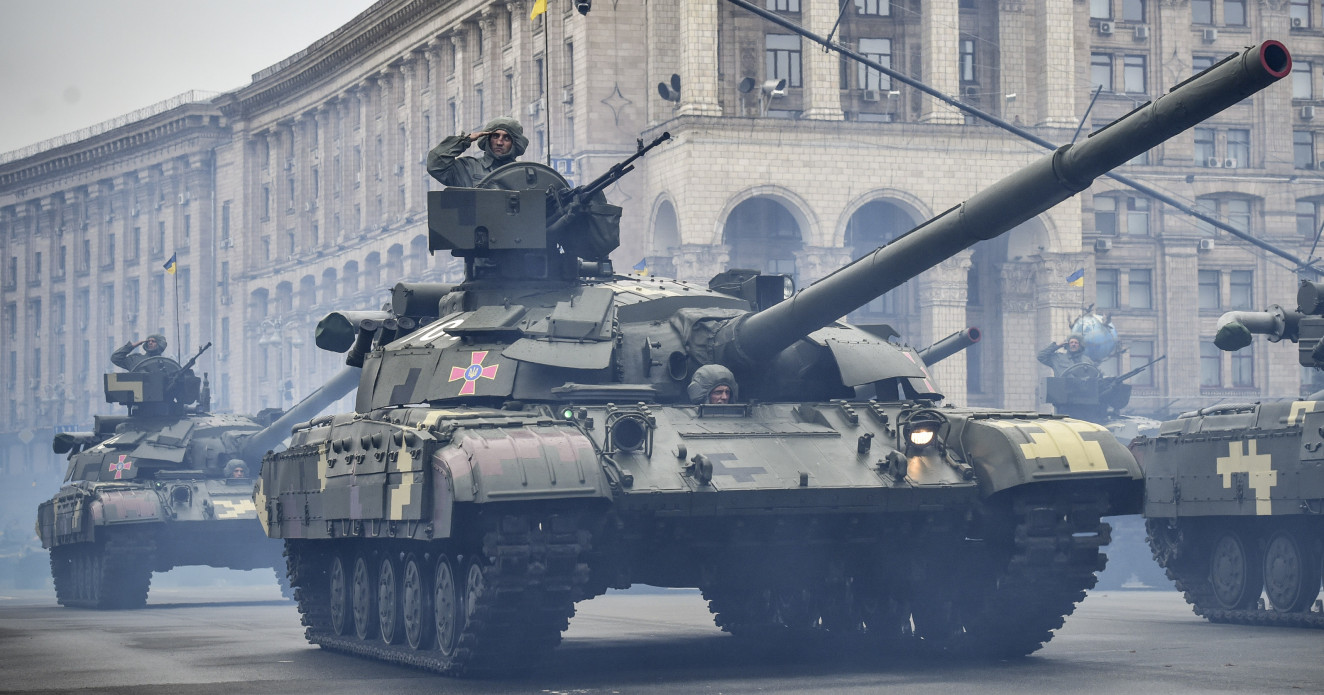
Українські БМ «Булат» на Параді Незалежності 2016 року

- Об'єкт 447АМ1 (також Т-64БМ або Т-64У) — дослідний варіант кінця 1990-х з модифікованою системою керування вогнем 1А45, як на Т-80УД й Т-84. Виготовлено щонайменше два зразки.[73]
  - БМ «Булат» — серійний варіант «447АМ1» з динамічним захистом «Ніж». Прийнятий на озброєння 2004 року, виготовлено 85 машин станом на кінець 2014 року.[73]
- Об'єкт 447АМ2 (також Т-64БМ2) — дослідний варіант кінця 1990-х з комплексом «Рефлекс», прицільними комплексами 1А43У «Рось» і ТО1-КО1Е та механізмом заряджання 6ЕЦ43. Виготовлено щонайменше два зразки.[73]
- Т-55-64 — шасі Т-64АВ або Т-64БВ з баштою та озброєнням Т-55, призначений для постачання в країни третього світу. Розроблений протягом 2006—2007 на ХБТРЗ, виготовлено один дослідний зразок.[71]
- Т-64Е — проєкт модернізації Т-64Б, що передбачав встановлення 850-сильного двигуна 5ТДФЕ, нової СКВ, динамічного захисту «Ніж»/«Дуплет», КАЗ «Заслін» тощо. Розроблений 2010 року на ХБТРЗ, випущено щонайменше один зразок.[71]
- Т-64Б1М (також знаний як Т-64БМ1М і Т-64БВ1)[прим. 8] — модернізація Т-64Б1 з динамічним захистом «Ніж» і забаштовою нішею для боєкомплекту. Розроблена на ХЗТМ протягом 2013—2014 для ДР Конго, виготовлено щонайменше 35 машин.[71][74]
- Т-64БВ зр. 2017 — модернізація, що проводилась ХБТРЗ й включала встановлення тепловізійного приціла, цифрової радіостанції «Либідь К-2РБ» та системи супутникової навігації.[75] Модернізовано понад 150 машин станом на серпень 2019.[76]
- Т-64БВК зр. 2021 — модернізація, що проводилась ХБТРЗ й включала встановлення трьох сучасних цифрових радіостанцій: дві на ультракороткі хвилі та одну — коротку з дальністю дії до 500 км; додаткового енергоагрегату потужністю 3 КВт; системи зв'язку єдиного для ЗСУ, задля спілкування командира з усіма видами бронетехніки: БТР, БМП, командними пунктами; нові прилади спостереження та прицілювання третього покоління — зокрема тепловізійний танковий приціл ТПН1 ТПВ; прилад спостереження денного та нічного бачення механіка-водія ТВНЕ-4БУМ; прилад спостереження денного та нічного бачення командира ТКН-ЗВУМ; апаратура супутникової навігації CH-4215; камеру задля спостереження з укриття до 2,5 метра заввишки; командирська камера з монокуляром; додатковий броньований захист магазина кулемета командира; електронний щит механіка-водія; телевізійну систему спостереження за навколишнім простором задньої півсфери танка з відображення даних на монітор щита механіка-водія; додатковий броньований захист паливних баків; кормові протикумулятивні решітчасті екрани.
- Т-64БВ зр. 2022 — модернізація, що проводилась ХБТРЗ й включала встановлення нових приладів спостереження та прицілювання третього покоління, протикумулятивних кормових решітчастих екранів та гумових щитків на башті. Крім того, удосконалена паливна система бойової машини та встановлено додатковий броньований захист паливних баків. Додатковий бронезахист також отримав дистанційно керований кулемет і його короб з боєприпасами. Танк отримав нові сучасні радіостанції на заміну старим радянським. Відтепер ця бойова машина має, зокрема, системи навігації, внутрішнього та зовнішнього зв'язку, які повністю відповідають стандартам НАТО. Також відомо про встановлення цифрової панелі механіка-водія, на яку виводяться основні показники танка. Крім того, на випробувальному зразку було встановлено новий 12,7-мм кулемет Snipex Laska K-2.
- Т-64 «Краб» — програма ХКБМ з розроблення модернізації для танків родини Т-64, що розпочалась 2016 року. Станом на 2021 рік перспектива була нез'ясована.[77]
- Т-64БМ2 — програма модернізації танків родини Т-64 зі встановленням 1000-сильного двигуна 6ТД-1, нового динамічного захисту й інших оновлень. Проєкт розробило Міністерство оборони протягом 2018—2020, роботи виконував ХБТРЗ. Станом на початок повномасштабного вторгнення модернізовано 12 машин.[78]

## Спеціальна техніка на базі

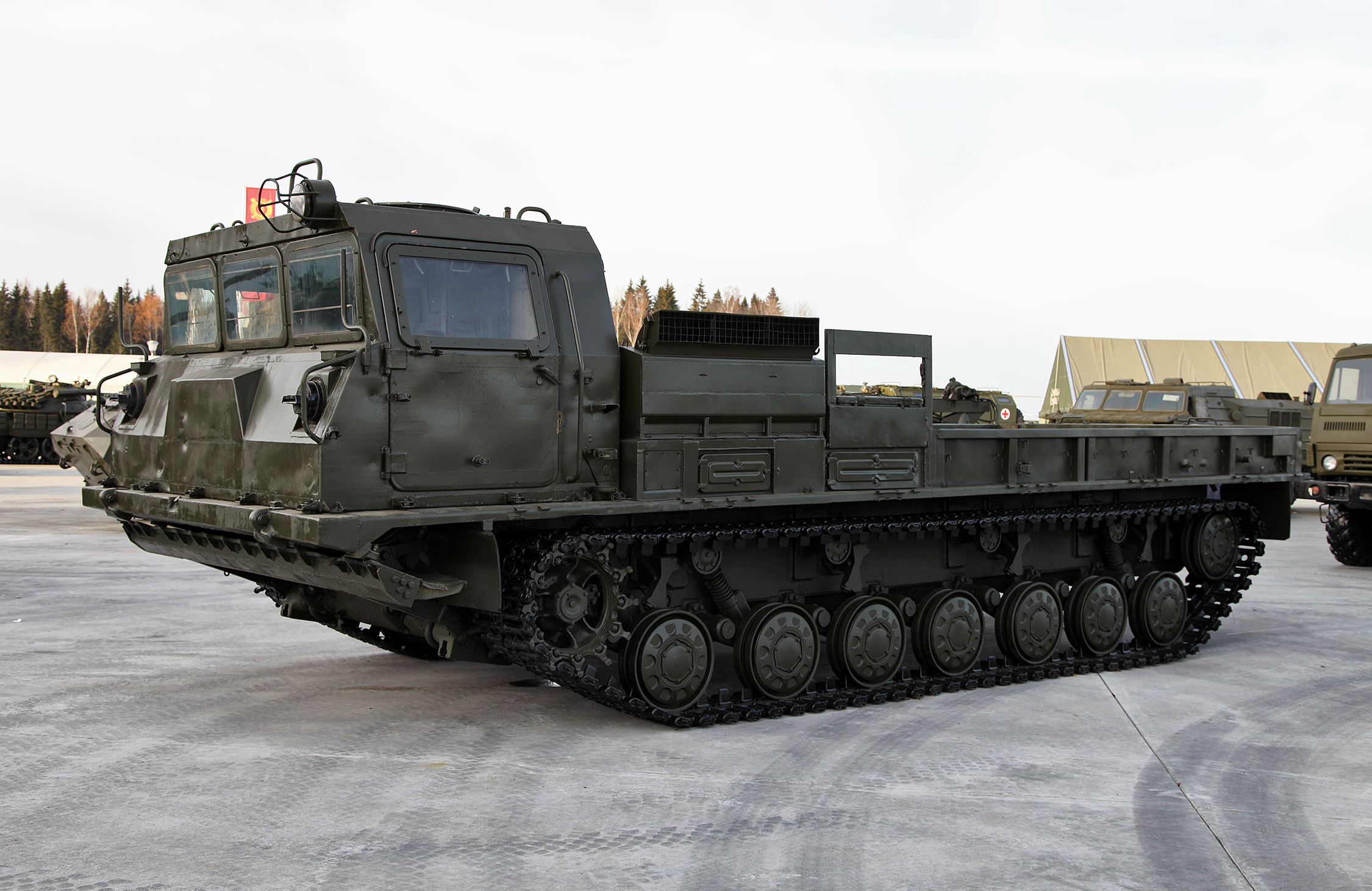
МТ-Т

- МТ-Т «Еней» (Виріб 429АМ) — багатоцільовий транспортер-тягач, розроблений КБ-61. Прийнятий на озброєння 1979 року. На його основі також створено низку інших спеціальних машин, як котлованна машина МДК-3, шляхопрокладач БАТ-2, плавучий гусеничний транспортер ПТС-2, самохідний пором ПММ-2М, траншейна машина БТМ-4 тощо.[79]
- БРЕМ-64 — броньована ремонтно-евакуаційна машина (БРЕМ) на шасі Т-64. Існував також громадянський варіант машини без озброєння та захист від ЗМУ.[79] В серію не пішла.
- ХТ-64Р (ХТВ-64) та ХТВ-64Б — ходові тренажери водіння на основі Т-64Р і Т-64Б відповідно, розроблені в 482-му конструкторсько-технологічному центрі (Київ) 1989 і 1992 років відповідно. Даних про виробництво немає, виготовлено щонайменше один ХТВ-64Б.[79]
- Після 1990 року ХБТРЗ виготовив партію тягачів-бульдозерів і тягачів-транспортерів на базі Т-64 шляхом демонтування башти й встановлення рубки. Силова установка та ходова частина залишились без змін. Маса машини складала 26,3 тонни. Головною відмінністю тягача-транспортера була подовжена рубка з місткістю 10 пасажирів.[79]
- ГПМ-64 — пожежна машина, створений ХБТРЗ 2010 року. Машина мала семикоткову ходову з переднім розташуванням силового відділення та водометну установку, заживлену за допомогою відбору потужності двигуна. Виготовлено один дослідний зразок.[79]
- МТ-64 — проєкт мостового танка від ХБТРЗ.
- ПТ-12 та ПТ-14 — промислові трактори з використанням вузлів ходової частини Т-64, розроблені ХБТРЗ.[79]
- БМП-64 (БМПВ-64) — дослідна бойова машина піхоти на основі Т-64. Розроблена 2005 року на ХБТРЗ.[71]
- БМП-К-64 — дослідна бойова машина піхоти з колісним рушієм на основі Т-64. Також розроблена на ХБТРЗ.[71]
- «Азовець» — дослідна бойова машина підтримки танків з двома бойовими модулями, створена 2016 року інженерною групою «Арей».[80]
- БМПТ «Страж» — дослідна бойова машина підтримки танків, призначена для вогневої підтримки танків на полі бою.[джерело?]
- БМПТ-64 — друга модифікація важкої БМП, оснащена дистанційно керованою безлюдною баштою з 30-мм автоматичною гарматою КБА-2 або ЗТМ-2, додатковими вбудованими модулями від танка Т-64Е, комплексом ПТКР, обладнаний динамічним захистом «Дуплет».[джерело?]
- УМБП-64 — універсальна машина бойового постачання.[джерело?]
- УМР-64 — важкий бронетранспортер того ж заводу на базі Т-64.[джерело?]
- БТРВ-64 — важкий бронетранспортер.[джерело?]
- Евакуаційну машину з невідомою назвою було помічено 2023 року під час російського вторгнення в Україну. Башту було замінено на велику надбудову, покриту блоками динамічного захисту «Контакт-1».[81]

## Порівняльні характеристики танків на базі Т-64БВ
|                                              | Т-64БВ                   | БМ «Булат»                      | Т-64Е                                  |
| -------------------------------------------- | ------------------------ | ------------------------------- | -------------------------------------- |
| Зовнішній вигляд                             |                          |                                 |                                        |
| Рік                                          | 1985                     | 2005                            | 2010                                   |
| Розробник                                    | ХКБМ                     | ХКБМ                            | ХБТРЗ                                  |
| Бойова маса, т                               | 42,4                     | 45,0                            | 42,7                                   |
| Екіпаж                                       | 3                        | 3                               | 3                                      |
| Калібр та марка гармати                      | 125-мм 2А46М-1           | 125-мм КБАЗ                     | 125-мм КБАЗ                            |
| Система керування вогнем                     | 1А33-1 «Об»              | 1А45 «Іртиш»                    | 1А33-1 «Об» (модернізована)            |
| Приціл-далекомір                             | 1Г42                     | 1Г46М                           | 1Г42М                                  |
| Стабілізатор основного озброєння             | 2Е42                     | 2Е42М                           | 2Е42                                   |
| Кероване озброєння                           | «Кобра»                  | «Комбат»                        | «Комбат»                               |
| Боєкомплект, пострілів                       | 36                       | 36                              | 37                                     |
| Швидкострільність, постр./хв                 | 6-8                      | 6-8                             | 6-8                                    |
| Додаткове озброєння                          | 7,62-мм ПКТ 12,7-мм НСВТ | 7,62-мм КТ-7,62 12,7-мм КТ-12,7 | 7,62-мм ПКТ 12,7-мм НСВТ ГШ-23Л АГС-17 |
| Динамічний захист                            | «Контакт»                | «Ніж»                           | «Дуплет»                               |
| Активний захист                              | немає                    | немає                           | КОЕП «Варта», КАЗ «Заслін»             |
| Двигун                                       | 5ТДФ (700 к.с.)          | 5ТДФМ (850 к.с.)                | 5ТДФЕ (850 к.с.)                       |
| Питома потужність, к.с./т                    | 16,5                     | 18,9                            | 19,9                                   |
| Максимальна швидкість, км/год                | 60                       | 60                              | 65                                     |
| Запас ходу без додаткових паливних баків, км | 500                      | 385                             | 500                                    |

## Тактико-технічні характеристики
| Основні тактико-технічні дані | Т-64 (об. 432)                                                     | Т-64А (об. 434)                                                    | Т-64АК (об. 446)                                                   | Т-64А (об. 434)                                                    | Т-64Б «Сосна» (об. 447А)                                           | Т-64Б-1 (об. 437А)                                                 | Т-64БК (об. 446Б)                                                  | Т-64А (об. 434)                                                    | Т-64БВ (об. 447А)                                                  |    |
| Загальні дані |                                                                    |                                                                    |                                                                    |                                                                    |                                                                    |                                                                    |                                                                    |                                                                    |                                                                    |    |
| Рік прийняття на озброєння | 1967                                                               | 1969                                                               | 1973                                                               | 1974                                                               | 1976                                                               | 1976                                                               | 1976                                                               | 1981                                                               | 1985                                                               |    |
| Тип танка | Середній                                                           | Середній                                                           | Середній                                                           | Основний бойовий танк                                              | Основний бойовий танк                                              | Основний бойовий танк                                              | Основний бойовий танк                                              | Основний бойовий танк                                              | Основний бойовий танк                                              |    |
| Бойова маса, т | 36,0+2 %                                                           | 38,0                                                               | 38,0                                                               | 38,0                                                               | 39,0                                                               | 39,0                                                               | 39,0                                                               | 38,5                                                               | 42,4                                                               |    |
| Екіпаж, чол. | 3                                                                  | 3                                                                  | 3                                                                  | 3                                                                  | 3                                                                  | 3                                                                  | 3                                                                  | 3                                                                  | 3                                                                  |    |
| Питома потужність, к.с./т | 19,4                                                               | 18,4                                                               | 18,4                                                               | 18,4                                                               | 17,9                                                               | 17,9                                                               | 17,9                                                               | 18,2                                                               | 16,5                                                               |    |
| Середній питомий тиск, | 0,815                                                              | 0,83                                                               | 0,83                                                               | 0,83                                                               | 0,84                                                               | 0,84                                                               | 0,84                                                               | 0,84                                                               | 0,92                                                               |    |
| Розміри |                                                                    |                                                                    |                                                                    |                                                                    |                                                                    |                                                                    |                                                                    |                                                                    |                                                                    |    |
| Довжина танка з гарматою вперед, мм | 8948                                                               | 9225                                                               | 9225                                                               | 9225                                                               | 9225                                                               | 9225                                                               | 9225                                                               | 9225                                                               | 9295                                                               |    |
| Довжина танка з гарматою назад, мм | 9280                                                               | 9605                                                               | 9605                                                               | 9605                                                               | 9605                                                               | 9605                                                               | 9605                                                               | 9605                                                               | 9605                                                               |    |
| Довжина корпуса, мм | 6428                                                               | 6540                                                               | 6540                                                               | 6540                                                               | 6540                                                               | 6540                                                               | 6540                                                               | 6540                                                               | 6540                                                               |    |
| Ширина танка по щиткам, мм | 3415                                                               | 3415                                                               | 3415                                                               | 3415                                                               | 3415                                                               | 3415                                                               | 3415                                                               | 3415                                                               | 3539                                                               |    |
| Ширина по гусеничним стрічкам, мм | 3270                                                               | 3270                                                               | 3270                                                               | 3270                                                               | 3270                                                               | 3270                                                               | 3270                                                               | 3270                                                               | 3270                                                               |    |
| Висота танка по даху башти, мм | 2154                                                               | 2170                                                               | 2170                                                               | 2170                                                               | 2170                                                               | 2170                                                               | 2170                                                               | 2170                                                               | 2170                                                               |    |
| Довжина опорної поверхні, мм | 4008                                                               | 4242                                                               | 4242                                                               | 4242                                                               | 4242                                                               | 4242                                                               | 4242                                                               | 4242                                                               | 4242                                                               |    |
| Ширина колії, мм | 2730                                                               | 2730                                                               | 2730                                                               | 2730                                                               | 2730                                                               | 2730                                                               | 2730                                                               | 2730                                                               | 2730                                                               |    |
| Кліренс по основному днищу, мм | 500                                                                | 500                                                                | 500                                                                | 500                                                                | 500                                                                | 500                                                                | 500                                                                | 500                                                                | 500                                                                |    |
| Рухливість |                                                                    |                                                                    |                                                                    |                                                                    |                                                                    |                                                                    |                                                                    |                                                                    |                                                                    |    |
| Середня швидкість руху, км/г: по шосе / по ґрунтовій дорозі | 45-55/30-40                                                        | 45-50/35-45                                                        | 45-50/35-45                                                        | 45-50/35-45                                                        | 45-50/35-45                                                        | 45-50/35-45                                                        | 45-50/35-45                                                        | 45-50/35-45                                                        | 35-45/33-42                                                        |    |
| Максимальна швидкість руху, км/г: | 65                                                                 | 60,5                                                               | 60,5                                                               | 60,5                                                               | 60,5                                                               | 60,5                                                               | 60,5                                                               | 60,5                                                               | 60,5                                                               |    |
| Розрахункові швидкості руху, км / год: -перша передача -друга передача -третя передача -четверта передача -п'ята передача -шоста передача -сьома передача -задній хід | 7,95 14,76 18,65 23,30 32,00 44,30 65,00 0,55                      | 7,40 13,80 17,40 21,80 29,80 41,20 60,50 0,20                      | 7,40 13,80 17,40 21,80 29,80 41,20 60,50 0,20                      | 7,40 13,80 17,40 21,80 29,80 41,20 60,50 0,20                      | 7,40 13,80 17,40 21,80 29,80 41,20 60,50 0,20                      | 7,40 13,80 17,40 21,80 29,80 41,20 60,50 0,20                      | 7,40 13,80 17,40 21,80 29,80 41,20 60,50 0,20                      | 7,40 13,80 17,40 21,80 29,80 41,20 60,50 0,20                      | 7,40 13,80 17,40 21,80 29,80 41,20 60,50 0,20                      |    |
| Витрата палива на 100 км шляху, л | 170—200                                                            | 170—200                                                            | 170—200                                                            | 170—200                                                            | 170—200                                                            | 170—200                                                            | 170—200                                                            | 170—200                                                            | 170—200                                                            |    |
| Запас ходу по паливу без додаткових бочок, км | 550—650                                                            | 500—600                                                            | 500—600                                                            | 500—600                                                            | 500—600                                                            | 500—600                                                            | 500—600                                                            | 500—600                                                            | 500—600                                                            |    |
| Запас ходу по паливу з використанням додаткових бочок, км | —                                                                  | 700                                                                | 700                                                                | 700                                                                | 700                                                                | 700                                                                | 700                                                                | 700                                                                | 700                                                                |    |
| Максимальний кут підйому/крена, град | 30/30                                                              | 30/30                                                              | 30/30                                                              | 30/30                                                              | 30/30                                                              | 30/30                                                              | 30/30                                                              | 30/30                                                              | 30/30                                                              |    |
| Ширина рову, м | 2,85                                                               | 2,85                                                               | 2,85                                                               | 2,85                                                               | 2,85                                                               | 2,85                                                               | 2,85                                                               | 2,85                                                               | 2,85                                                               |    |
| Глибина броду, м | 1,0                                                                | 1,0                                                                | 1,0                                                                | 1,0                                                                | 1,8                                                                | 1,8                                                                | 1,8                                                                | 1,8                                                                | 1,8                                                                |    |
| Глибина подоланої водної перешкоди з використанням ОПВТ, м | 5                                                                  | 5                                                                  | 5                                                                  | 5                                                                  | 5                                                                  | 5                                                                  | 5                                                                  | 5                                                                  | 5                                                                  |    |
| Захист |                                                                    |                                                                    |                                                                    |                                                                    |                                                                    |                                                                    |                                                                    |                                                                    |                                                                    |    |
| Максимальна товщина броні, мм: башти лоба корпусу борта корпусу | 90+150+90 80+105+20 ---                                            | 150+150+40 80+105+20 (сталь, склопластик, сталь) 80                | 150+150+40 80+105+20 (сталь, склопластик, сталь) 80                | 150+150+40 80+105+20 (сталь, склопластик, сталь) 80                | 150+150+40 80+105+20 (сталь, склопластик, сталь) 80                | 150+150+40 80+105+20 (сталь, склопластик, сталь) 80                | 150+150+40 80+105+20 (сталь, склопластик, сталь) 80                | 150+150+40 100+105+20 80                                           | 150+150+40 120+105+40 80                                           |    |
| Динамічний захист, тип | —                                                                  | —                                                                  | —                                                                  | —                                                                  | —                                                                  | —                                                                  | —                                                                  | —                                                                  | Навісна                                                            |    |
| Кількість контейнерів з ВВ, шт. | —                                                                  | —                                                                  | —                                                                  | —                                                                  | —                                                                  | —                                                                  | —                                                                  | —                                                                  | 265                                                                |    |
| Озброєння |                                                                    |                                                                    |                                                                    |                                                                    |                                                                    |                                                                    |                                                                    |                                                                    |                                                                    |    |
| Танкова гармата | 115-мм ГСП Д-68 (2А21)                                             | 125-мм ГСП Д-81Т (2А26)                                            | 125-мм ГСП Д-81Т (2А26)                                            | 125-мм ГСП Д-81ТМ (2А46-1)                                         | 125-мм ГСП Д-81ТМ (2А46-2)                                         | 125-мм ГСП Д-81ТМ (2А46-2)                                         | 125-мм ГСП Д-81ТМ (2А46-2)                                         | 125-мм ГСП Д-81ТМ (2А46-1)                                         | 125-мм ГСП Д-81ТМ (2А46М-1)                                        |    |
| Спарений з гарматою кулемет | 7,62-мм ПКТ (6П7)                                                  | 7,62-мм ПКТ (6П7)                                                  | 7,62-мм ПКТ (6П7)                                                  | 7,62-мм ПКТ (6П7)                                                  | 7,62-мм ПКТ (6П7)                                                  | 7,62-мм ПКТ (6П7)                                                  | 7,62-мм ПКТ (6П7)                                                  | 7,62-мм ПКТ (6П7)                                                  | 7,62-мм ПКТ (6П7)                                                  |    |
| Зенітний кулемет | —                                                                  | —                                                                  | —                                                                  | 12,7-мм НСВТ (6П17) «Утьос»                                        | 12,7-мм НСВТ (6П17) «Утьос»                                        | 12,7-мм НСВТ (6П17) «Утьос»                                        | —                                                                  | 12,7-мм НСВТ (6П17) «Утьос»                                        | 12,7-мм НСВТ (6П17) «Утьос»                                        |    |
| Автомат | 7,62-мм АК-47                                                      | 7,62-мм АК-47                                                      | 7,62-мм АК-47                                                      | 7,62-мм АК-47                                                      | 7,62-мм АКМС чи 5,45-мм АКС-74                                     | 7,62-мм АКМС чи 5,45-мм АКС-74                                     | 7,62-мм АКМС чи 5,45-мм АКС-74                                     | 7,62-мм АКМС чи 5,45-мм АКС-74                                     | 7,62-мм АКМС чи 5,45-мм АКС-74                                     |    |
| Сигнальний пістолет | 26-мм Сигнальний пістолет Шпагіна (СПШ)                            | 26-мм Сигнальний пістолет Шпагіна (СПШ)                            | 26-мм Сигнальний пістолет Шпагіна (СПШ)                            | 26-мм Сигнальний пістолет Шпагіна (СПШ)                            | 26-мм Сигнальний пістолет Шпагіна (СПШ)                            | 26-мм Сигнальний пістолет Шпагіна (СПШ)                            | 26-мм Сигнальний пістолет Шпагіна (СПШ)                            | 26-мм Сигнальний пістолет Шпагіна (СПШ)                            | 26-мм Сигнальний пістолет Шпагіна (СПШ)                            |    |
| Ручні гранати | Ф-1                                                                | Ф-1                                                                | Ф-1                                                                | Ф-1                                                                | Ф-1                                                                | Ф-1                                                                | Ф-1                                                                | Ф-1                                                                | Ф-1                                                                |    |
| Кут горизонтального обстрілу, град. | 360                                                                | 360                                                                | 360                                                                | 360                                                                | 360                                                                | 360                                                                | 360                                                                | 360                                                                | 360                                                                |    |
| Кут підйому, град. | 14                                                                 | 14                                                                 | 14                                                                 | 14                                                                 | 14                                                                 | 14                                                                 | 14                                                                 | 14                                                                 | 14                                                                 |    |
| Кут зниження до носа танка, град. | 6                                                                  | 6                                                                  | 6                                                                  | 6                                                                  | 6                                                                  | 6                                                                  | 6                                                                  | 6                                                                  | 6                                                                  |    |
| Кут зниження до корми танка, град. | 4                                                                  | 4                                                                  | 4                                                                  | 4                                                                  | 4                                                                  | 4                                                                  | 4                                                                  | 4                                                                  | 4                                                                  |    |
| Механізм (автомат) заряджання танкової гармати: гідроелектромеханічний з постійним кутом заряджання                                                                   | ????                                                               | ЭЦ-10                                                              | ЭЦ-10                                                              | ЭЦ-10М                                                             | 6ЭЦ40                                                              | 6ЭЦ40                                                              | 6ЭЦ40                                                              | ЭЦ-15                                                              | 6ЭЦ40                                                              |    |
| Ємність конвеєра (транспортера), пострілів | 30                                                                 | 28                                                                 | 28                                                                 | 28                                                                 | 28                                                                 | 28                                                                 | 28                                                                 | 28                                                                 | 28                                                                 |    |
| Система пуску димових гранат | —                                                                  | —                                                                  | —                                                                  | —                                                                  | 902Б «Туча-2»                                                      | 902Б «Туча-2»                                                      | 902Б «Туча-2»                                                      | 902А «Туча-1»                                                      | 902Б «Туча-2»                                                      |    |
| Кількість пускових установок | —                                                                  | —                                                                  | —                                                                  | —                                                                  | 8                                                                  | 8                                                                  | 8                                                                  | 12                                                                 | 8                                                                  |    |
| Тип артилерійського пострілу | Роздільно-гільзовий з частково згоряємою гільзою                   | Роздільно-гільзовий з частково згоряємою гільзою                   | Роздільно-гільзовий з частково згоряємою гільзою                   | Роздільно-гільзовий з частково згоряємою гільзою                   | Роздільно-гільзовий з частково згоряємою гільзою                   | Роздільно-гільзовий з частково згоряємою гільзою                   | Роздільно-гільзовий з частково згоряємою гільзою                   | Роздільно-гільзовий з частково згоряємою гільзою                   | Роздільно-гільзовий з частково згоряємою гільзою                   |    |
| Боєкомплект, шт.: артилерійських пострілів патронів до ПКТ патронів до ЗПУ патронів до автомата сигнальних патронів гранат димових гранат                             | 37 2000 — 300 12 10 —                                              | 37 2000 — 300 12 10 —                                              | 38 1000 — 150 12 10 —                                              | 37 2000 300 12 10 —                                                | 36 1250 300 12 10 8                                                | 37 2000 300 12 10 8                                                | 28 1000 — 150 12 10 —                                              | 37 2000 300 12 10 12                                               | 36 1250 300 12 10 8                                                |    |
| Комплекс керованого озброєння | —                                                                  | —                                                                  | —                                                                  | —                                                                  | 9К112 «Кобра»                                                      | —                                                                  | 9К112 «Кобра»                                                      | —                                                                  | 9К112-1 «Кобра»                                                    |    |
| Керована ракета (постріл) | —                                                                  | —                                                                  | —                                                                  | —                                                                  | 9М112                                                              | —                                                                  | 9М112                                                              | —                                                                  | 9М112; 9М112-1                                                     |    |
| Система керування вогнем | —                                                                  | —                                                                  | —                                                                  | —                                                                  | 1А33                                                               | 1А33                                                               | 1А33                                                               | —                                                                  | 1А33-1                                                             |    |
| Стабілізатор танкового озброєння | 2-х площинних 2Э18                                                 | 2-х площинних 2Э23 «Сирень»                                        | 2-х площинних 2Э28М-2                                              | 2-х площинних 2Э28М-2                                              | 2-х площинних 2Э26М                                                | 2-х площинних 2Э26М                                                | 2-х площинних 2Э26М                                                | 2-х площинних 2Э28М-2                                              | 2-х площинних 2Э42                                                 |    |
| Приціл-далекомір | Оптичний перископний ТПД-43Б                                       | Оптичний перископний ТПД-2-1                                       | Оптичний перископний ТПД-2-49                                      | Оптичний перископний ТПД-2-49                                      | Квантовий перископний приціл-далекомір прилад стеження 1Г42        | Квантовий перископний приціл-далекомір прилад стеження 1Г42        | Квантовий перископний приціл-далекомір прилад стеження 1Г42        | Оптичний перископний ТПД-2-49                                      | Квантовий перископний приціл-далекомір прилад стеження 1Г42        |    |
| Блок розширення пострілу | —                                                                  | —                                                                  | —                                                                  | —                                                                  | 1Г43                                                               | 1Г43                                                               | 1Г43                                                               | —                                                                  | 1Г43                                                               |    |
| Танковий балістичний обчислювач | —                                                                  | —                                                                  | —                                                                  | —                                                                  | 1В517                                                              | 1В517                                                              | 1В517                                                              | —                                                                  | 1В517                                                              |    |
| Датчик вітру | —                                                                  | —                                                                  | —                                                                  | —                                                                  | 1Б11                                                               | 1Б11                                                               | 1Б11                                                               | —                                                                  | 1Б11                                                               |    |
| Датчик крену | —                                                                  | —                                                                  | —                                                                  | —                                                                  | 1Б14                                                               | 1Б14                                                               | 1Б14                                                               | —                                                                  | 1Б14                                                               |    |
| Нічний приціл | перископний інфрачервоний ТПН-1-432                                | перископний інфрачервоний ТПН-1-43А                                | інфрачервоний ТПН-1-49-23                                          | перископний інфрачервоний ТПН-1-49-23                              | перископний інфрачервоний ТПН-1-49-23                              | перископний інфрачервоний ТПН-1-49-23                              | перископний інфрачервоний ТПН-1-49-23                              | перископний інфрачервоний ТПН-1-49-23                              | перископний інфрачервоний ТПН-1-49-23                              |    |
| Освітлювач нічного прицілу | Л-2АГ                                                              | Л-2АГ                                                              | Л-2АГМ                                                             | Л-2АГМ                                                             | Л-2АГМ                                                             | Л-2АГМ                                                             | Л-2АГМ                                                             | Л-2АГМ                                                             | Л-4А                                                               |    |
| Зенітний приціл | —                                                                  | —                                                                  | —                                                                  | перископний ПЗУ-5                                                  | перископний ПЗУ-5                                                  | перископний ПЗУ-5                                                  | —                                                                  | перископний ПЗУ-5                                                  | перископний ПЗУ-5                                                  |    |
| Привід управління ЗПУ | —                                                                  | —                                                                  | —                                                                  | 1ЭЦ20                                                              | 1ЭЦ40-2С                                                           | 1ЭЦ40-2С                                                           | —                                                                  | 1ЭЦ40-2С                                                           | 1ЭЦ40-2С                                                           |    |
| Прилад спостереження командира | Перископічний комбінований ТКН-3                                   | Перископічний комбінований ТКН-3                                   | Перископічний комбінований ТКН-3                                   | Перископічний комбінований ТКН-3В                                  | Перископічний комбінований ТКН-3В                                  | Перископічний комбінований ТКН-3В                                  | Перископічний комбінований ТКН-3                                   | Перископічний комбінований ТКН-3В                                  | Перископічний комбінований ТКН-3В                                  |    |
| Освітлювач приладу командира | ОУ-3ГК                                                             | ОУ-3ГК                                                             | ОУ-3ГК                                                             | ОУ-3ГКУ                                                            | ОУ-3ГКУ                                                            | ОУ-3ГКУ                                                            | ОУ-3ГК                                                             | ОУ-3ГКУ                                                            | ОУ-3ГКУ                                                            |    |
| Прилади спостереження командира | 2 - ТНП-160                                                        | 2 - ТНП-160                                                        | 2 - ТНП-160                                                        | ТНП-160                                                            | Призмові: 1 - ТНПО-160 і 2 - ТНПА-65                               | Призмові: 1 - ТНПО-160 і 2 - ТНПА-65                               | Призмові: 1 - ТНПО-160 і 2 - ТНПА-65                               | Призмові: 1 - ТНПО-160 і 2 - ТНПА-65                               | Призмові: 1 - ТНПО-160 і 2 - ТНПА-65                               |    |
| Прилади спостереження навідника | ВНМ                                                                | ВНМ                                                                | ТНА-165А                                                           | ТНА-165А                                                           | Призмові: ТНПА-65                                                  | Призмові: ТНПА-65                                                  | Призмові: ТНПА-65                                                  | Призмові: ТНА-165А і ТНПА-65                                       | Призмові: ТНПА-65                                                  |    |
| Прилади спостереження механіка-водія | 3 - ТНПО-160 або 1 - ТНПО-168                                      | ТНПО-168                                                           | ТНПО-168                                                           | ТНПО-168                                                           | Призмові: 1 - ТНПО-168 і 2 - ТНПА-65                               | Призмові: 1 - ТНПО-168 і 2 - ТНПА-65                               | Призмові: 1 - ТНПО-168 і 2 - ТНПА-65                               | Призмові: 1 - ТНПО-168 і 2 - ТНПА-65                               | Призмові: 1 - ТНПО-168 і 2 - ТНПА-65                               |    |
| Нічні прилади спостереження механіка-водія | Перископічний інфрачервоний ТВН-2БМ                                | Перископічний інфрачервоний ТВН-2БМ                                | Перископічний інфрачервоний ТВН-2БМ                                | Перископічний інфрачервоний ТВНО-2БМ                               | Перископічний інфрачервоний ТВНЕ-4ПА                               | Перископічний інфрачервоний ТВНЕ-4ПА                               | Перископічний інфрачервоний ТВНЕ-4ПА                               | Перископічний інфрачервоний ТВНЕ-4ПА                               | Перископічний інфрачервоний ТВНЕ-4ПА                               |    |
| Артилерійська буссоль | —                                                                  | —                                                                  | ПАБ-2А                                                             | —                                                                  | —                                                                  | —                                                                  | ПАБ-2АМ                                                            | —                                                                  | —                                                                  |    |
| Гіронапівкомпас | ГПК-59                                                             | ГПК-59                                                             | —                                                                  | ГПК-59                                                             | ГПК-59                                                             | ГПК-59                                                             | —                                                                  | ГПК-59                                                             | ГПК-59                                                             |    |
| Двигун |                                                                    |                                                                    |                                                                    |                                                                    |                                                                    |                                                                    |                                                                    |                                                                    |                                                                    |    |
| Двигун | 5-циліндровий двотактний турбопоршневий дизель 5ТДФ                | 5-циліндровий двотактний турбопоршневий дизель 5ТДФ                | 5-циліндровий двотактний турбопоршневий дизель 5ТДФ                | 5-циліндровий двотактний багатопаливний турбопоршневий дизель 5ТДФ | 5-циліндровий двотактний багатопаливний турбопоршневий дизель 5ТДФ | 5-циліндровий двотактний багатопаливний турбопоршневий дизель 5ТДФ | 5-циліндровий двотактний багатопаливний турбопоршневий дизель 5ТДФ | 5-циліндровий двотактний багатопаливний турбопоршневий дизель 5ТДФ | 5-циліндровий двотактний багатопаливний турбопоршневий дизель 5ТДФ |    |
| Потужність двигуна, к. с. | 700                                                                | 700                                                                | 700                                                                | 700                                                                | 700                                                                | 700                                                                | 700                                                                | 700                                                                | 700                                                                |    |
| Максимальний крутний момент, кгс · м | 169                                                                | 169                                                                | 169                                                                | 169                                                                | 169                                                                | 169                                                                | 169                                                                | 169                                                                | 169                                                                |    |
| Експлуатаційні частоти обертання двигуна, об / хв | 2200-2800                                                          | 2200-2800                                                          | 2200-2800                                                          | 2200-2800                                                          | 2200-2800                                                          | 2200-2800                                                          | 2200-2800                                                          | 2200-2800                                                          | 2200-2800                                                          |    |
| Мінімальна частота обертання колінчастого вала двигуна, об / хв | 800 (1000)                                                         | 800 (1000)                                                         | 800 (1000)                                                         | 800 (1000)                                                         | 800 (1000)                                                         | 800 (1000)                                                         | 800 (1000)                                                         | 800 (1000)                                                         | 800 (1000)                                                         |    |
| Маса двигуна, кг | 1050                                                               | 1050                                                               | 1050                                                               | 1050                                                               | 1050                                                               | 1050                                                               | 1050                                                               | 1050                                                               | 1050                                                               |    |
| Порядок роботи циліндрів | 1-4-2-5-3                                                          | 1-4-2-5-3                                                          | 1-4-2-5-3                                                          | 1-4-2-5-3                                                          | 1-4-2-5-3                                                          | 1-4-2-5-3                                                          | 1-4-2-5-3                                                          | 1-4-2-5-3                                                          | 1-4-2-5-3                                                          |    |
| Паливо | Дизельне: марки Л, З , А                                           | Дизельне: марки Л, З , А                                           | Дизельне: марки Л, З , А                                           | Дизельне: марки Л, З; гас: ТС-1; бензин: А-72, А-76                | Дизельне: марки Л, З; гас: ТС-1; бензин: А-72, А-76                | Дизельне: марки Л, З; гас: ТС-1; бензин: А-72, А-76                | Дизельне: марки Л, З; гас: ТС-1; бензин: А-72, А-76                | Дизельне: марки Л, З; гас: ТС-1; бензин: А-72, А-76                | Дизельне: марки Л, З; гас: ТС-1; бензин: А-72, А-76                |    |
| Місткість внутрішніх баків, л | 815                                                                | 738                                                                | 738                                                                |                                                                    | 730                                                                | 730                                                                | 730                                                                | 730                                                                | 730                                                                |    |
| Місткість зовнішніх баків, л | 330                                                                | 355                                                                | 355                                                                | 540                                                                | 540                                                                | 540                                                                | 540                                                                | 540                                                                | 540                                                                |    |
| Місткість додаткових бочок, л |                                                                    |                                                                    | 370                                                                | 370                                                                | 370                                                                | 370                                                                | 370                                                                | 370                                                                | 370                                                                |    |
| Застосовується масло (замінник) | М16ІХП3                                                            | М16ІХП3                                                            | М16ІХП3                                                            | М16ІХП3                                                            | М16ІХП3 (МТ-16п)                                                   | М16ІХП3 (МТ-16п)                                                   | М16ІХП3 (МТ-16п)                                                   | М16ІХП3 (МТ-16п)                                                   | М16ІХП3 (МТ-16п)                                                   |    |
| Місткість масляного бака, л | 82                                                                 | 82                                                                 | 82                                                                 | 82                                                                 | 82                                                                 | 82                                                                 | 82                                                                 | 82                                                                 | 82                                                                 |    |
| Місткість додаткового бака, л | 45                                                                 | 45                                                                 | 45                                                                 | 45                                                                 | 45                                                                 | 45                                                                 | 45                                                                 | 45                                                                 | 45                                                                 |    |
| Тиск масла в двигуні на експлуатаційних частотах, | 1,5                                                                | 1,5                                                                | 1,5                                                                | 1,5                                                                | 1,5                                                                | 1,5                                                                | 1,5                                                                | 1,5                                                                | 1,5                                                                |    |
| Температура масла рекомендована, ° С | 80 - 90                                                            | 80 - 90                                                            | 80 - 90                                                            | 80 - 90                                                            | 80 - 90                                                            | 80 - 90                                                            | 80 - 90                                                            | 80 - 90                                                            | 80 - 90                                                            |    |
| Температура масла допустима, ° С | 75 - 115                                                           | 75 - 115                                                           | 75 - 115                                                           | 75 - 115                                                           | 75 - 115                                                           | 75 - 115                                                           | 75 - 115                                                           | 75 - 115                                                           | 75 - 115                                                           |    |
| Система охолодження | Рідинна закрита з примусовою циркуляцією і ежекційним охолодженням | Рідинна закрита з примусовою циркуляцією і ежекційним охолодженням | Рідинна закрита з примусовою циркуляцією і ежекційним охолодженням | Рідинна закрита з примусовою циркуляцією і ежекційним охолодженням | Рідинна закрита з примусовою циркуляцією і ежекційним охолодженням | Рідинна закрита з примусовою циркуляцією і ежекційним охолодженням | Рідинна закрита з примусовою циркуляцією і ежекційним охолодженням | Рідинна закрита з примусовою циркуляцією і ежекційним охолодженням | Рідинна закрита з примусовою циркуляцією і ежекційним охолодженням |    |
| Заправочна ємність, л | 65                                                                 | 70                                                                 | 70                                                                 | 70                                                                 | 70                                                                 | 70                                                                 | 70                                                                 | 70                                                                 | 70                                                                 | 70 |
| Температура рекомендована, ° С | 80-90                                                              | 80-90                                                              | 80-90                                                              | 80-90                                                              | 80-90                                                              | 80-90                                                              | 80-90                                                              | 80-90                                                              | 80-90                                                              |    |
| Температура допустима, ° С | 75-100                                                             | 75-100                                                             | 75-100                                                             | 75-100                                                             | 75-100                                                             | 75-100                                                             | 75-100                                                             | 75-100                                                             | 75-100                                                             |    |
| Трансмісія |                                                                    |                                                                    |                                                                    |                                                                    |                                                                    |                                                                    |                                                                    |                                                                    |                                                                    |    |
| Трансмісія | Механічна, планетарна з двома БКП і ГСП управління                 | Механічна, планетарна з двома БКП і ГСП управління                 | Механічна, планетарна з двома БКП і ГСП управління                 | Механічна, планетарна з двома БКП і ГСП управління                 | Механічна, планетарна з двома БКП і ГСП управління                 | Механічна, планетарна з двома БКП і ГСП управління                 | Механічна, планетарна з двома БКП і ГСП управління                 | Механічна, планетарна з двома БКП і ГСП управління                 | Механічна, планетарна з двома БКП і ГСП управління                 |    |
| Кількість передач, вперед / назад | 7/1                                                                | 7/1                                                                | 7/1                                                                | 7/1                                                                | 7/1                                                                | 7/1                                                                | 7/1                                                                | 7/1                                                                | 7/1                                                                |    |
| Маса БКП в зборі, кг ліва / права | 693/705                                                            | 693/705                                                            | 693/705                                                            | 693/705                                                            | 693/705                                                            | 693/705                                                            | 693/705                                                            | 693/705                                                            | 693/705                                                            |    |
| Застосовуване мастило (замінник) | МТ-8п                                                              | МТ-8п                                                              | МТ-8п                                                              | МТ-8п                                                              | МТ-8п (ТСЗП-8)                                                     | МТ-8п (ТСЗП-8)                                                     | МТ-8п (ТСЗП-8)                                                     | МТ-8п (ТСЗП-8)                                                     | МТ-8п (ТСЗП-8)                                                     |    |
| Загальна місткість системи, л | 40                                                                 | 40                                                                 | 40                                                                 | 40                                                                 | 40                                                                 | 40                                                                 | 40                                                                 | 40                                                                 | 40                                                                 |    |
| Тиск мастила в системі гідрокерування, | 10-17                                                              | 10-17                                                              | 10-17                                                              | 10-17                                                              | 10-17                                                              | 10-17                                                              | 10-17                                                              | 10-17                                                              | 10-17                                                              |    |
| Тиск мастила в магістралях | 2-2,5                                                              | 2-2,5                                                              | 2-2,5                                                              | 2-2,5                                                              | 2-2,5                                                              | 2-2,5                                                              | 2-2,5                                                              | 2-2,5                                                              | 2-2,5                                                              |    |
| Ходова частина |                                                                    |                                                                    |                                                                    |                                                                    |                                                                    |                                                                    |                                                                    |                                                                    |                                                                    |    |
| Ходова частина | З заднім розташуванням ведучих коліс                               | З заднім розташуванням ведучих коліс                               | З заднім розташуванням ведучих коліс                               | З заднім розташуванням ведучих коліс                               | З заднім розташуванням ведучих коліс                               | З заднім розташуванням ведучих коліс                               | З заднім розташуванням ведучих коліс                               | З заднім розташуванням ведучих коліс                               | З заднім розташуванням ведучих коліс                               |    |
| Гусенична стрічка | РМШ                                                                | РМШ                                                                | РМШ                                                                | РМШ                                                                | РМШ                                                                | РМШ                                                                | РМШ                                                                | РМШ                                                                | РМШ                                                                |    |
| Тип шарніру | паралельний                                                        | паралельний                                                        | паралельний                                                        | паралельний                                                        | паралельний                                                        | паралельний                                                        | паралельний                                                        | паралельний                                                        | паралельний                                                        |    |
| Кількість траків | 78                                                                 | 79-78                                                              | 79-78                                                              | 79-78                                                              | 79-78                                                              | 79-78                                                              | 79-78                                                              | 79-78                                                              | 79-78                                                              |    |
| Ширина траку, мм | 540                                                                | 540                                                                | 540                                                                | 540                                                                | 540                                                                | 540                                                                | 540                                                                | 540                                                                | 540                                                                |    |
| Крок, мм | 164                                                                | 164                                                                | 164                                                                | 164                                                                | 164                                                                | 164                                                                | 164                                                                | 164                                                                | 164                                                                |    |
| Маса трака, кг | 17,3                                                               | 18,4                                                               | 18,4                                                               | 18,4                                                               | 18,4                                                               | 18,4                                                               | 18,4                                                               | 18,4                                                               | 18,4                                                               |    |
| Маса однієї стрічки, кг | 1350                                                               | 1450                                                               | 1450                                                               | 1450                                                               | 1450                                                               | 1450                                                               | 1450                                                               | 1450                                                               | 1450                                                               |    |
| Маса ведучого колеса, кг | 2х172                                                              | 2х172                                                              | 2х172                                                              | 2х172                                                              | 2х172                                                              | 2х172                                                              | 2х172                                                              | 2х172                                                              | 2х172                                                              |    |
| Тип амортизації напрямного колеса | Без амортизації                                                    | Без амортизації                                                    | Без амортизації                                                    | Внутрішня                                                          | Внутрішня                                                          | Внутрішня                                                          | Внутрішня                                                          | Внутрішня                                                          | Внутрішня                                                          |    |
| Маса напрямного колеса, кг | 2х97                                                               | 2х97                                                               | 2х97                                                               | 2х108                                                              | 2х108                                                              | 2х108                                                              | 2х108                                                              | 2х108                                                              | 2х108                                                              |    |
| Тип амортизації опорного катка | Внутрішня                                                          | Внутрішня                                                          | Внутрішня                                                          | Внутрішня                                                          | Внутрішня                                                          | Внутрішня                                                          | Внутрішня                                                          | Внутрішня                                                          | Внутрішня                                                          |    |
| Маса опорного катка, кг | 12х108                                                             | 12х108                                                             | 12х108                                                             | 12х108                                                             | 12х108                                                             | 12х108                                                             | 12х108                                                             | 12х108                                                             | 12х108                                                             |    |
| Тип амортизації підтримуючих катків | Внутрішня                                                          | Внутрішня                                                          | Внутрішня                                                          | Внутрішня                                                          | Внутрішня                                                          | Внутрішня                                                          | Внутрішня                                                          | Внутрішня                                                          | Внутрішня                                                          |    |
| Маса підтримуючого катка, кг | 8х11,6                                                             | 8х11,6                                                             | 8х11,6                                                             | 8х11,6                                                             | 8х11,6                                                             | 8х11,6                                                             | 8х11,6                                                             | 8х11,6                                                             | 8х11,6                                                             |    |
| Система підресорювання | Індивідуальна, торсіонна з гідравлічними амортизаторами            | Індивідуальна, торсіонна з гідравлічними амортизаторами            | Індивідуальна, торсіонна з гідравлічними амортизаторами            | Індивідуальна, торсіонна з гідравлічними амортизаторами            | Індивідуальна, торсіонна з гідравлічними амортизаторами            | Індивідуальна, торсіонна з гідравлічними амортизаторами            | Індивідуальна, торсіонна з гідравлічними амортизаторами            | Індивідуальна, торсіонна з гідравлічними амортизаторами            | Індивідуальна, торсіонна з гідравлічними амортизаторами            |    |
| Розташування торсіонних валів | Співвісне                                                          | Співвісне                                                          | Співвісне                                                          | Співвісне                                                          | Співвісне                                                          | Співвісне                                                          | Співвісне                                                          | Співвісне                                                          | Співвісне                                                          |    |
| Амортизатори | Телескопічні гідравлічні                                           | Телескопічні гідравлічні                                           | Телескопічні гідравлічні                                           | Телескопічні гідравлічні                                           | Телескопічні гідравлічні                                           | Телескопічні гідравлічні                                           | Телескопічні гідравлічні                                           | Телескопічні гідравлічні                                           | Телескопічні гідравлічні                                           |    |
| Розташування амортизаторів на підвісках | 1,6 або 1,2,6                                                      | 1,2,6                                                              | 1,2,6                                                              | 1,2,6                                                              | 1,2,6                                                              | 1,2,6                                                              | 1,2,6                                                              | 1,2,6                                                              | 1,2,6                                                              |    |
| Маса амортизатора, кг | 24                                                                 | 24                                                                 | 24                                                                 | 24                                                                 | 24                                                                 | 24                                                                 | 24                                                                 | 24                                                                 | 24                                                                 |    |
| Акумуляторні батареї | 4х12СТ-70М                                                         | 4х12СТ-70М                                                         | 4х12СТ-70М                                                         | 4х12СТ-70М                                                         | 4х12СТ-85Р                                                         | 4х12СТ-85Р                                                         | 4х12СТ-85Р                                                         | 4х12СТ-85Р                                                         | 4х12СТ-85Р                                                         |    |
| Стартер-генератор | СГ-10                                                              | СГ-10                                                              | СГ-10                                                              | СГ-10-1С                                                           | СГ-18                                                              | СГ-18                                                              | СГ-18                                                              | СГ-10-1С                                                           | СГ-18                                                              |    |
| Реле-регулятор | Р-10ТМ                                                             | Р-10ТМ                                                             | Р-10ТМ                                                             | Р-10ТМУ                                                            | Р-15ТМ                                                             | Р-15ТМ                                                             | Р-15ТМ                                                             | Р-10ТМУ                                                            | Р-15ТМ                                                             |    |
| Обертовий контактний пристрій | ВКУ-330-1                                                          | ВКУ-330-1                                                          | ВКУ-10                                                             | ВКУ-330-1                                                          | ВКУ-1                                                              | ВКУ-1                                                              | ВКУ-1                                                              | ВКУ-330-4                                                          | ВКУ-1                                                              |    |
| Зарядний агрегат | —                                                                  | —                                                                  | АБ-1-П/30                                                          | —                                                                  | —                                                                  | —                                                                  | АБ-1-П/30М1                                                        | —                                                                  | —                                                                  |    |
| Системи й обладнання |                                                                    |                                                                    |                                                                    |                                                                    |                                                                    |                                                                    |                                                                    |                                                                    |                                                                    |    |
| Радіостанція | УКВ Р-123                                                          | УКВ Р-123                                                          | УКВ Р-123М; КВ Р-130М                                              | УКВ Р-123М                                                         | УКВ Р-123М                                                         | УКВ Р-123М                                                         | УКВ Р-123М; КВ Р-130М                                              | УКВ Р-123М                                                         | УКВ Р-173 и Р-173П                                                 |    |
| Танковий переговорний пристрій | ТПУ Р-124                                                          | ТПУ Р-124                                                          | ТПУ Р-124                                                          | ТПУ Р-124                                                          | ТПУ Р-124                                                          | ТПУ Р-124                                                          | ТПУ Р-124                                                          | ТПУ Р-124                                                          | ТПУ Р-174                                                          |    |
| Навігаційна апаратура | —                                                                  | —                                                                  | ТНА-3                                                              | —                                                                  | —                                                                  | —                                                                  | —                                                                  | —                                                                  | —                                                                  |    |
| Системи захисту від ЗМУ | Колективна                                                         | Колективна                                                         | Колективна                                                         | Колективна                                                         | Колективна                                                         | Колективна                                                         | Колективна                                                         | Колективна                                                         | Колективна                                                         |    |
| Датчик системи захисту від ЗМУ | ДП-3Б и РБЗ-1М                                                     | ПРХР ГО-27                                                         | ПРХР ГО-27                                                         | ПРХР ГО-27                                                         | ПРХР ГО-27                                                         | ПРХР ГО-27                                                         | ПРХР ГО-27                                                         | ПРХР ГО-27                                                         | ПРХР ГО-27                                                         |    |
| Апаратура керування | —                                                                  | 3ЭЦ-11                                                             | 3ЭЦ-11                                                             | 3ЭЦ-11-2                                                           | 3ЭЦ-11-2                                                           | 3ЭЦ-11-2                                                           | 3ЭЦ-11-2                                                           | 3ЭЦ-11-2                                                           | 3ЭЦ-11-2                                                           |    |
| Протипожежне обладнання | Автоматичне                                                        | Автоматичне                                                        | Автоматичне                                                        | Автоматичне                                                        | Автоматичне                                                        | Автоматичне                                                        | Автоматичне                                                        | Автоматичне                                                        | Автоматичне                                                        |    |
| Кількість балонів | 3                                                                  | 3                                                                  | 3                                                                  | 3                                                                  | 3                                                                  | 3                                                                  | 3                                                                  | 3                                                                  | 3                                                                  |    |
| Тип вогнегасної рідини | Склад «3,5»                                                        | Склад «3,5»                                                        | Склад «3,5»                                                        | Склад «3,5»                                                        | Фреон 114 В2                                                       | Фреон 114 В2                                                       | Фреон 114 В2                                                       | Фреон 114 В2                                                       | Фреон 114 В2                                                       |    |
| Кількість термодатчиків | 8                                                                  | 8                                                                  | 8                                                                  | 9                                                                  | 14                                                                 | 14                                                                 | 14                                                                 | 14                                                                 | 14                                                                 |    |
| Тип датчиків | ТД-1                                                               | ТД-1                                                               | ТД-1                                                               | ТД-1                                                               | ТД-1                                                               | ТД-1                                                               | ТД-1                                                               | ТД-1                                                               | ТД-1                                                               |    |
| Ручний вогнегасник | 1 — ОУ-2                                                           | 1 — ОУ-2                                                           | 1 — ОУ-2                                                           | 1 — ОУ-2                                                           | 1 — ОУ-2                                                           | 1 — ОУ-2                                                           | 1 — ОУ-2                                                           | 1 — ОУ-2                                                           | 1 — ОУ-2                                                           |    |
| Засоби маскування | ТДА                                                                | ТДА                                                                | ТДА                                                                | ТДА                                                                | ТДА                                                                | ТДА                                                                | ТДА                                                                | ТДА                                                                | ТДА                                                                |    |
| Обладнання ОПВТ | Знімні, 2 труби                                                    | Знімні, 2 труби                                                    | Знімні, 2 труби                                                    | Знімні, 2 труби                                                    | Знімні, 2 труби                                                    | Знімні, 2 труби                                                    | Знімні, 2 труби                                                    | Знімні, 2 труби                                                    | Знімні, 2 труби                                                    |    |
| Маса комплекту обладнання | 83                                                                 | 83                                                                 | 80                                                                 | 80                                                                 | 80                                                                 | 80                                                                 | 80                                                                 | 80                                                                 | 80                                                                 |    |
| Устаткування для самообкопування | —                                                                  | —                                                                  | Вбудоване бульдозерне                                              | Вбудоване бульдозерне                                              | Вбудоване бульдозерне                                              | Вбудоване бульдозерне                                              | Вбудоване бульдозерне                                              | Вбудоване бульдозерне                                              | Вбудоване бульдозерне                                              |    |
| Ширина відвалу, мм | —                                                                  | —                                                                  | 2100                                                               | 2100                                                               | 2100                                                               | 2100                                                               | 2100                                                               | 2100                                                               | 2100                                                               |    |
| Маса знімної частини, кг | —                                                                  | —                                                                  | 200                                                                | 200                                                                | 200                                                                | 200                                                                | 200                                                                | 200                                                                | 200                                                                |    |
| Колійний ножовий мінний трал | —                                                                  | —                                                                  | КМТ-6                                                              | КМТ-6                                                              | КМТ-6                                                              | КМТ-6                                                              | КМТ-6                                                              | КМТ-6                                                              | КМТ-6                                                              |    |

## Участь в бойових діях

### Придністровський конфлікт
Танки Т-64 не експортувались та в складі СРСР у військових діях участі не брали. Війна в Молдові стала бойовим хрещенням танку Т-64 в його модифікації Т-64БВ.
Попри те, що Росія та підрозділи російської армії, що перебували тоді на території Молдови, формально зберігали нейтралітет, багато командирів з прихильністю ставились до сил самопроголошеної ПМР. Наприклад, в 1991 році бойовики ПМР неодноразово вчиняли набіги на склади 14-ї армії, що знаходились на території Придністров'я. Жоден солдат чи офіцер за втрату зброї покараний не був. Крім того, командувач 14-ї армії, генерал-лейтенант Г. І. Яковлев, очолив створене 3 грудня 1991 року «Республіканське управління з оборони та безпеки» в складі уряду ПМР.
Навесні 1992 року за наказом тогочасного командувача 14-ї армії генерал-лейтентанта Юрія Неткачева були підготовлені 10 танків та 4 БТР. Були укомплектовані екіпажі, проведене бойове злагодження. Коли почались широкомасштабні бойові дії, танковий парк був «атакований» придністровськими жінками під керівництвом генерала Макашова. Йому вдалось деморалізувати офіцерів-командирів бойових машин, та змусити їх під крики та стогін жінок порушити наказ, та вирушити в бій. Після втрати одного БТР з двома членами екіпажу в боях на мосту через Дністер генерал Неткачев наказав передати 10 танків бойовикам ПМР.

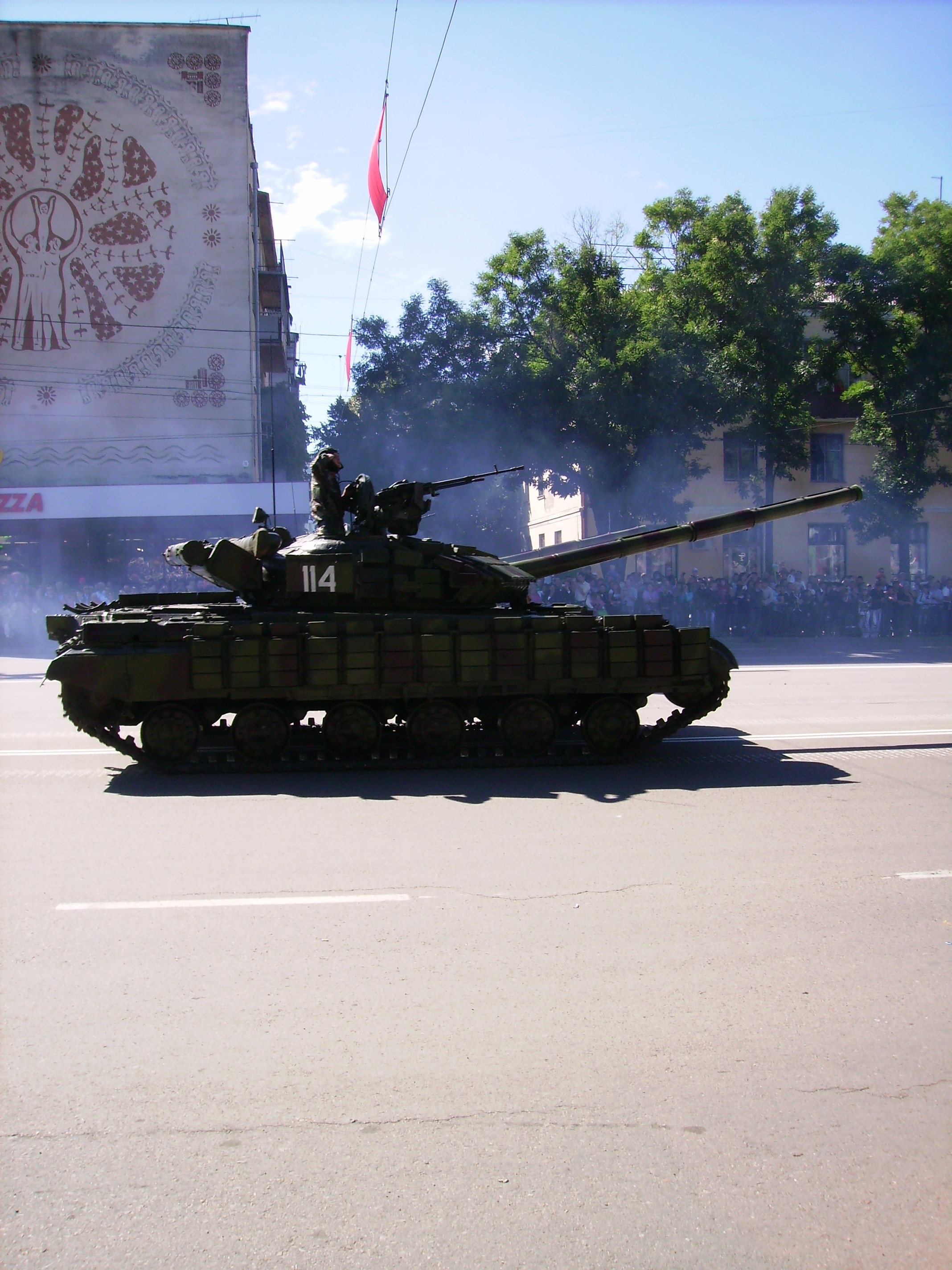
Т-64БВ на параді на честь 20-річчя «незалежності» Придністров'я. Площа Суворова, Тирасполь

Таким чином, 20 червня 1992 року так зване «цивільне населення» змогло «захопити» танки 59-ї мотострілецької дивізії 14-ї армії ЗС РФ (колишня 14-та армія СРСР), що перебували на тривалому зберіганні. За даними Михайла Барятинського — місцеве населення захопило 10 танків та 10 бронетранспортерів танкової та мотострілецької рот 14-ї армії ЗС РФ, що повертались з полігону.
Основним місцем застосування танків Т-64БВ став штурм міста Бендери. Підготовка танків до штурму відбувалась в селі Паркани, безпосередньо за віадуком моста через Дністер. У поспіхом знятих з консервації танках не встигли підготувати зброю, здійснити виверку. Зенітні кулемети не були встановлені, комплекс динамічного захисту «Контакт-1» не був укомплектований вибуховими елементами. Деякі танки були укомплектовані елементами ДЗ лише частково, в найвразливіших місцях.
Молдовська сторона мала на цій ділянці досить потужну протитанкову оборону, в основі якої були 100-мм протитанкові гармати МТ-12 «Рапіра», протитанкові гранатомети і ПТРК «Конкурс».
За підтримки артилерії 14 армії близько 17-ї години козаки та гвардійці ПМР зробили спробу прорватись через міст на допомогу оточеним козакам в міській раді та гвардійцям в казармах 2-го батальйону. Батареї 122-мм «Гвоздик» і 152-мм «Акацій» придушили протитанкову батарею супротивника і забезпечили своїм вогнем просування «козаків» та гвардійців. В атаку пішли два танки. Один був підбитий поблизу поста ДАІ з гранатомета, другий був підпалений кумулятивним снарядом гармати МТ-12 «Рапіра», що влучив у корму, але він, не втративши рухомість, заднім ходом повернувся до арки в селі Паркани. Там екіпаж пересів на інший танк та поновив атаку. Саме цей екіпаж і зміг прорватись через міст. Танк Т-64 показав іще одну перевагу над своїми аналогами (Т-72 і Т-80) під час боїв в умовах міста — керування 12,7-мм зенітним кулеметом здійснюється командиром танка дистанційно, зі свого місця, захищеного бронею башти.
Вже о 18 годині бойовикам ПМР вдалось прорватись до виконкому міськради. Молдовські війська втратили вбитими 80 осіб, було підбито 11 одиниць бронетехніки, захоплені трофеї. Єдиний танк, що прорвався до міськвиконкому, спричинив паніку серед частин молдовських військових. На танку була нанесена російська символіка, тому всі подумали, що 14-та армія бере участь в бойових діях. Почався невпорядкований відступ молдовських підрозділів із центру міста.
Коли командування 14-ї армії перейшло до генерала Олександра Лебедя, танки Т-64, що перебували на озброєнні армії, застосовувались для психологічних атак. Так, у вересні 1992 року в колонії суворого режиму на околицях Тирасполя спалахнув заколот, який вдалось придушити силами військових з 14-ї армії — навколо колонії були вишикувана бронетехніка, на ув'язнених навели стволи гармат танки, грізний вигляд яких і переконав ув'язнених припинити заколот.

### Війна на сході України

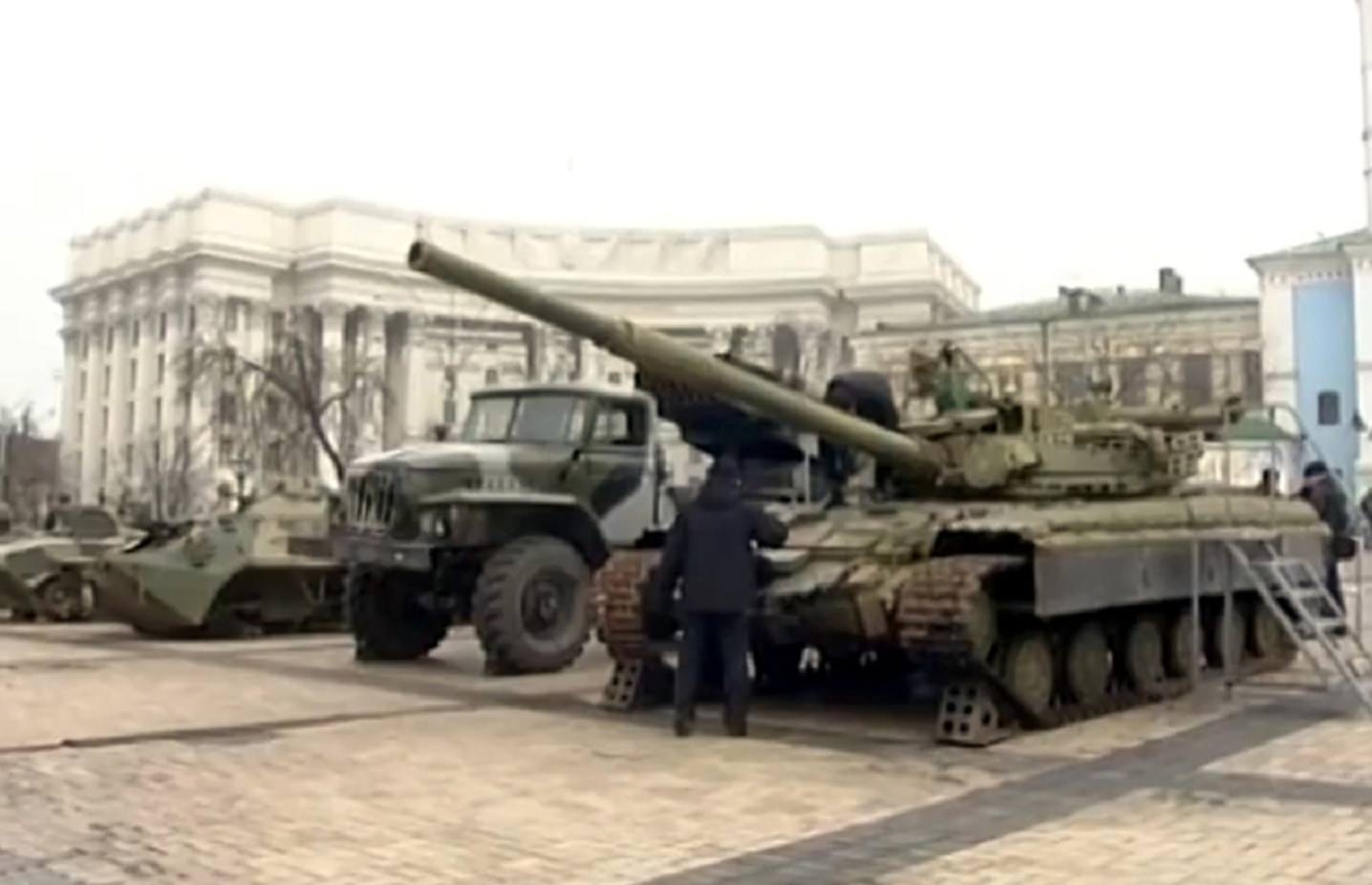
Трофейний танк Т-64БВ (номер 6) російських бойовиків на виставці в Києві. Танк з такими серійними номерами ніколи не перебував на озброєнні українських силових підрозділів. Встановлена акумуляторна батарея та знайдені в ньому документи вказують на походження з Росії.

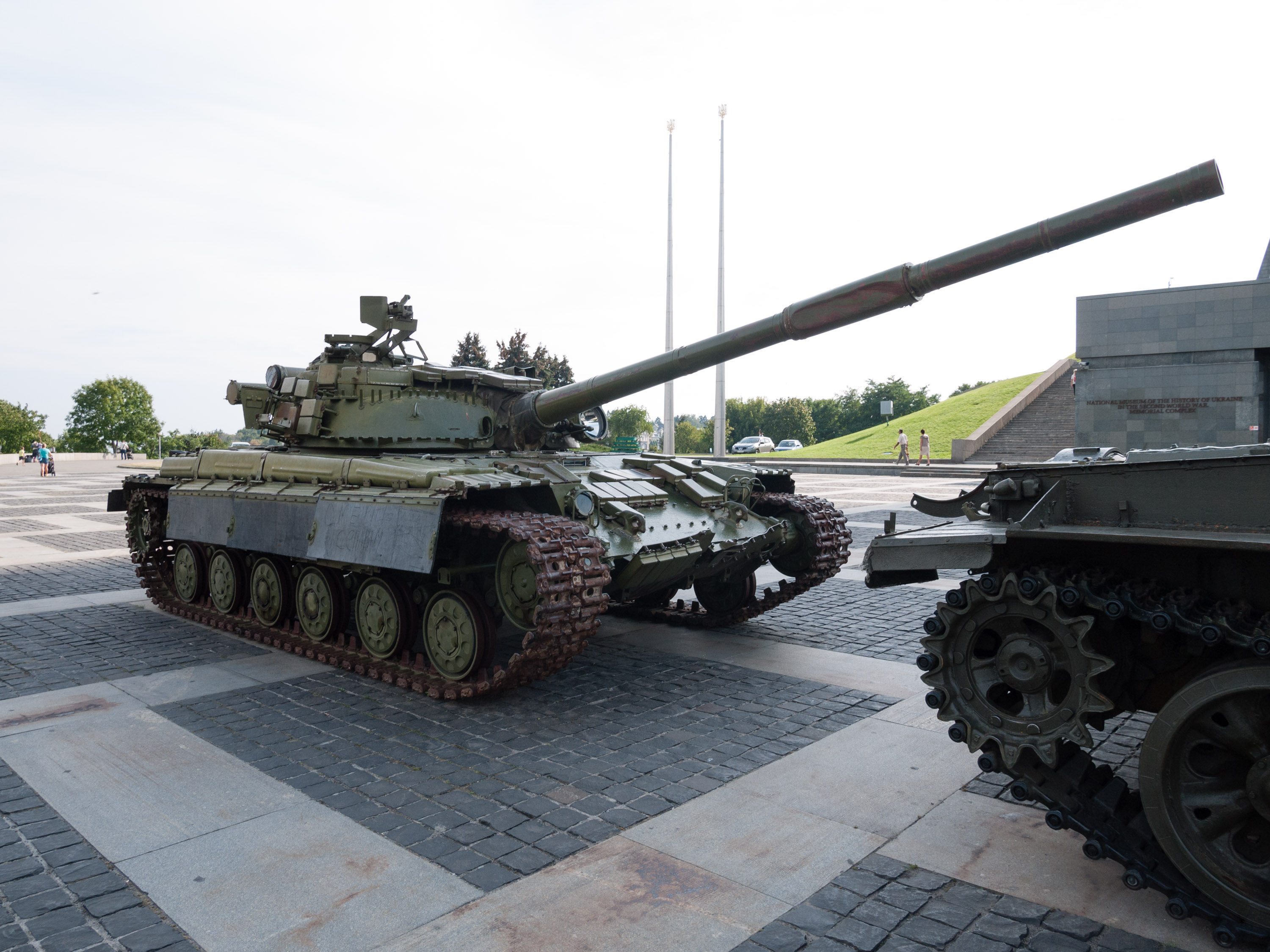
Трофейний танк Т-64БВ (номер 6) російських бойовиків у Києві.

Оскільки танки Т-64 та їхні модифікації складали кістяк Збройних сил України, то вони брали активну участь в бойових діях на Сході України. Станом на 2013 рік на озброєнні сухопутних військ України перебувало 1100 танків Т-64 (ще 650 знаходились на зберіганні), ще 40 — на озброєнні морської піхоти. Станом на 2013 рік танки Т-64 були виведені з експлуатації збройними силами Російської Федерації, проте на зберіганні знаходилось 2000 Т-64 модифікацій А, Б та БВ.
В руках проросійських бойовиків опинилась певна кількість танків Т-64БВ, що потрапили до України через кордон з Росією. За попередньою інформацією, вони могли знаходитись на озброєні українських військових частин в Криму, які були захоплені російськими військовими навесні 2014 року. Проте згодом військовий експерт Дмитро Тимчук оприлюднив уточнену інформацію про походження танків. Всі українські танки Т-64БВ (41 одиниця) були виведені на материкову частину з Криму. Разом з тим, за даними міжнародних організацій, танки Т-64БВ є на базах зберігання МО РФ. Про постачання Росією танків до проросійських бойовиків на Сході України заявляли Державний департамент США та НАТО.
На основі відкритих даних вдалось встановити можливий шлях незаконного надходження танків Т-64 (зокрема, Т-64БВ) до бойовиків: з 2544-ї Центральної бази резерву танків (військова частина 54630, що знаходиться поблизу селища міського типу Козулька Красноярського краю). Спочатку танки доставляли повітряним шляхом — з аеропорту Ємельяново до Таганрогу а звідти вже на тягачах до України. Згодом танки почали перевозити залізницею. Такий шлях надходження модифікацій танків Т-64 до України на початку конфлікту підтверджує командувач ВМС ЗС України віце-адмірал Ігор Воронченко.
На початку червня 2014 року стали з'являтись перші повідомлення про помічені випадки перекидання танків Т-64БВ бойовикам. Так, 11 червня 2014 року в Сніжному було помічено три танки, які потрапили до України через неконтрольовану ділянку кордону з Росією, через пункт пропуску Дякове. Всього на посилення угруповання терориста Ігоря Гіркіна в Слов'янську було перекинуто 10 танків Т-64 з синіми номерами від 1 до 10. Вже менше ніж через рік, за даними штабу АТО, станом на березень 2015 року на озброєнні проросійських бойовиків уже знаходилось близько 780 танків різних модифікацій. З початку АТО вони втратили майже 260 танків різних модифікацій.
Через погіршення ситуації навколо Слов'янська та Краматорська Сили Антитерористичної операції на початку червня 2014 року вдались до застосування танків Т-64 на навколишніх блокпостах.
Того ж місяця, в червні 2014, стались перші випадки застосування танків російськими бойовиками. Серед перших випадків застосування Т-64 бойовиками називають спробу захоплення Савур-Могили. Танкова група у складі 4 танків Т-64 і трьох БТРів була перекинута з РФ в район Горлівки для подальшого переходу в Слов'янськ. Однак 12 червня противник 2 танки і три БТР направив для забезпечення захоплення стратегічно важливої висоти 277,9 — курган Савур-Могила. Танки в бій не вступили — по них завдали удару некерованими ракетами вертольоти Мі-24, обидві машини отримали пошкодження, в тому числі один танк — досить серйозні. Один російський БТР більше години вів вогонь з кулемета по українським воїнам на самій висоті.
Також бойовики використали танки 26 червня, під час оголошеного українськими силовиками режиму одностороннього припинення вогню — був атакований блокпост № 1 «Рибгосп» на північний захід від Слов'янська (48°52′24.4″ пн. ш. 37°32′26.6″ сх. д. / 48.873444° пн. ш. 37.540722° сх. д.). В атаці брали участь 4 танки (за іншими даними — 8). В бою загинули 4 військовослужбовців, 5 поранено. Бойовиками підбито 4 українських БТР і 1 міномет. В результаті дій силовиків у відповідь 1 танк бойовиків був знищений, 1 — захоплено. Після двох годин боїв українським військовим довелось відступити до найближчого блокпоста — поблизу комбікормового заводу.
Танки Т-64 були використані й при невдалій облозі російськими бойовиками бази зберігання військової техніки в Бахмуті (тоді — Артемівськ; (1282-й центр забезпечення бронетанковим озброєнням та технікою — в/ч А-2730). Вперше про наявність на озброєнні бойовиків танків Т-64 захисники бази дізнались ще вночі з 20 на 21 червня — з танку була розстріляна сусідня з військовою частиною будівля АТП. Після цього випадку українські військові вирішили посилитись і «реанімували» один Т-64 та одну БМП-2 із наявних на зберіганні (всього на базі зберігалось 260 танків Т-64, Т-80 і Т-72, 270 БТР, 227 БМП, 129 БРМ-1К).
Наступного дня після атаки на блокпост № 1 «Рибгосп», 27 червня 2014 року, російські бойовики здійснили масштабну (як на той час) атаку на базу. Вночі вони обстрілювали з підствольних гранатометів та стрілецької зброї військові частини, дислоковані в місті Бахмут. Серед залученої ними техніки був танк Т-64БВ. Захисники бази вели вогонь по ньому із РПГ-18 та РПГ-22, проте підбити його не вдалось і він зміг самотужки покинути місце бойового зіткнення. Водночас відбувався штурм військової частини А-4176, де в результаті бою був підбитий та захоплений Т-64БВ бойовиків. Вилучений у бойовиків танк був перевірений на приналежність: серійний відсутній в реєстрі українських танків, а встановлена акумуляторна батарея належала 205-ій піхотній бригаді з Будьоновська. Це був один з трьох танків, які були помічені ЗМІ на озброєнні проросійських бойовиків на той час.
Війна проти російських загарбників стала бойовим хрещенням новітніх модифікацій Т-64, зокрема Т-64БМ «Булат». Так, 12 лютого 2015 року, в боях за Дебальцеве, «Булати» брали участь в танковій битві поблизу Логвинового, де довели свою високу ефективність.
Бойове хрещення отримала і передана у вересні 2014 року до Національної Гвардії України модифікація Т-64Б1М. Танки цієї модифікації брали участь в обороні Маріуполя та боях за село Широкине на узбережжі Азовського моря, зокрема, і в складі полку «Азов». Росіяни приписали цьому танку надзвичайні бойові здібності та прозвали «Чорна пантера». Під впливом байок бойовиків пропагандистський канал Міністерства оборони РФ «Звезда» навіть вигадав історію про застосування Збройними Силами України американських танків M1A2 Абрамс.
Заступник директора Департаменту розробок і закупівлі озброєння та військової техніки Міністерства оборони України Андрій Артюшенко пославшись на слова начальника Генерального штабу Віктора Муженка повідомив, що до 75 % втрат українських танків відбувається через враження їх звичайними мінометними мінами та осколково-фугасними артилерійськими снарядами у верхню півкулю — дах башти та корму корпуса.

### Російське вторгнення в Україну (з 2022)
Під час повномасштабного російського вторгнення обидві сторони широко застосовували танки родини Т-64.
З початком повномасштабного російського вторгнення в лютому 2022 року Україні довелось шукати додаткові можливості ремонтувати свої танки. Так, на початку 2023 року «Укроборонпром» уклав угоду з підприємствами Чеського ОПК на ремонт та обслуговування танків Т-64.
Згідно інформації, яку надають редактори сайту Oryx, безповоротні втрати танків родини Т-64 з обох сторін виглядають наступним чином (станом на 19 липня 2025 року):
|           | Т-64А | Т-64БВ | Т-64БВК | Інші | Всього |
| --------- | ----- | ------ | ------- | ---- | ------ |
| Знищено   | 2     | 73     | 2       | 1    | 78     |
| Захоплено | 0     | 3      | 0       | 0    | 3      |
| Всього    | 2     | 76     | 2       | 1    | 81     |

|           | Т-64А | Т-64Б | Т-64БВ | Т-64БВК | Т-64БВ зр. 2017 | Т-64Б1М | Т-64БМ2 | Т-64БМ «Булат» | Інші | Всього |
| --------- | ----- | ----- | ------ | ------- | --------------- | ------- | ------- | -------------- | ---- | ------ |
| Знищено   | 1     | 2     | 324    | 2       | 90              | 3       | 3       | 20             | 2    | 447    |
| Захоплено | 1     | 2     | 51     | 0       | 33              | 7       | 0       | 3              | 0    | 97     |
| Всього    | 2     | 4     | 375    | 2       | 123             | 10      | 3       | 23             | 2    | 544    |

## Оператори

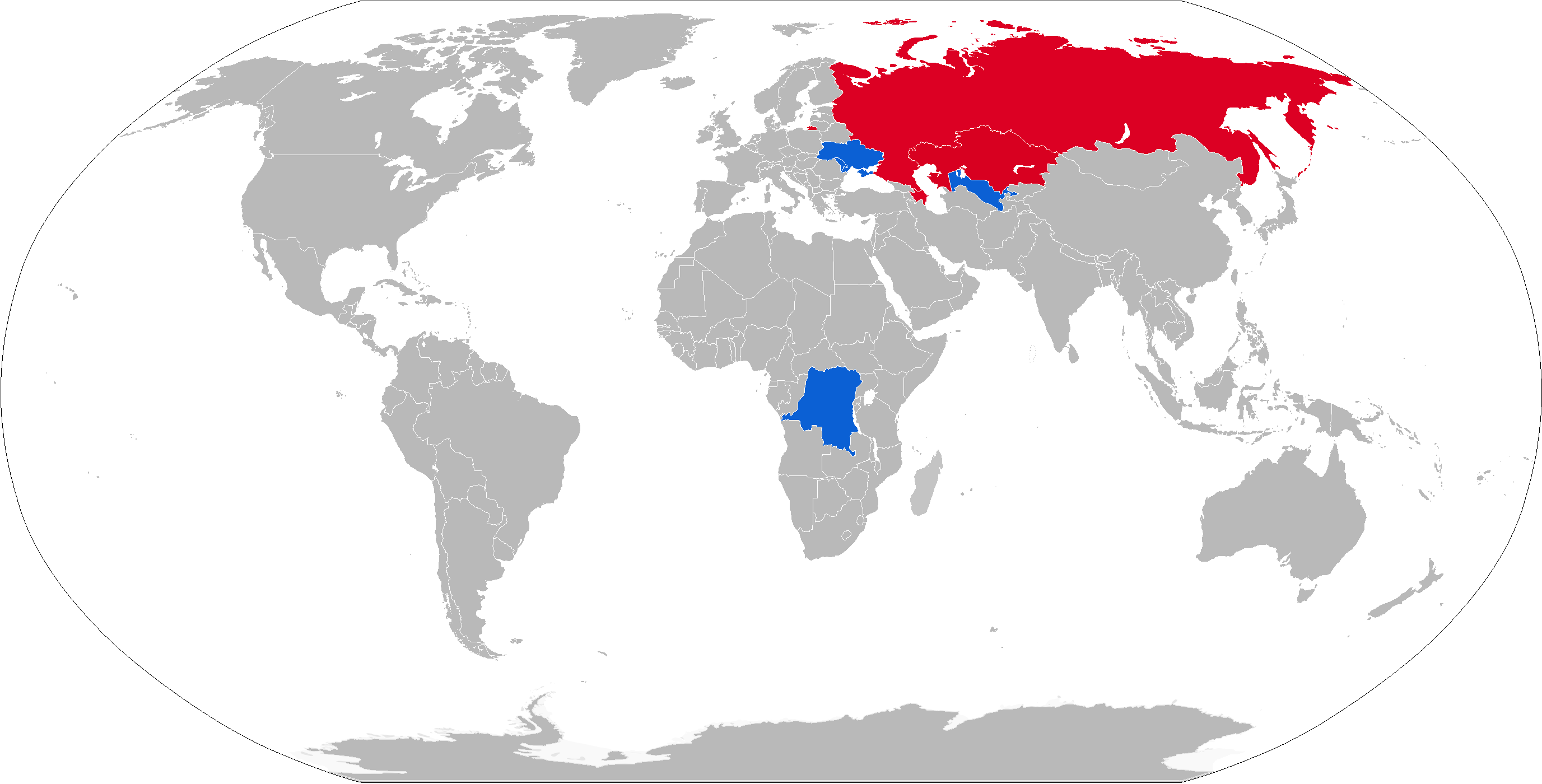
Країни-оператори Т-64
Поточні
Колишні

Машини перших серій надходили на інтенсивну дослідну експлуатацію, що дозволяло збирати дані щодо надійності систем і виправляти недоліки в ході виробництва.
Даних про кількість випущених машин сімейства Т-64 у вітчизняній пресі не наводилося. Однак згідно даним, заявленим радянською стороною на Віденських переговорах з обмеження звичайних озброєнь в Європі, у 1990 році на європейській території СРСР, а також у частинах, дислокованих у Східній Європі, знаходилося 3977 танків Т-64Р, Т-64А, Т-62Б, Т-64Б1, Т-64БВ й інших. Танки Т-64 на експорт не поставлялися і в складі Радянської Армії у бойових діях не брали участь.
Головним оператором танків сімейства Т-64 є Збройні сили України, які з огляду на наявність на території України підприємства-виробника обрали Т-64 як основний танк і відмовились від використання Т-72 та Т-80. Нині в лавах танкових та механізованих військ Сухопутних військ та Військ берегової оборони 637 танків цього сімейства (Т-64Б, Т-64БВ, Т-64БМ). Натомість в Російській Федерації взято курс на скорочення кількості Т-64. Також оператором Т-64 є Узбекистан. Т-64 стоять на озброєнні армії невизнаної Придністровської молдавської республіки.

### Огляд

#### Поточні
- ДР Конго — наприкінці 2013-го ДРК та компанія Укрспецекспорт підписали контракт на капітальний ремонт і поставку 50 танків Т-64Б1В[122]. 25 Т-64Б1В, станом на 2025 рік[123].
- Росія:
  - Сухопутні війська Росії — 50 Т-64А/БВ, станом на 2025 рік[124]. 2000 Т-64А і Т-64Б (БВ) перебувало на зберіганні, станом на 2013 рік. Після вироблення ресурсу поступово знімалися з озброєння та утилізувалися. Точна кількість Т-64 на зберіганні на 2025 рік невідома[125].
- Узбекистан — 100 Т-64Б/БВ/БМ, станом на 2025 рік[126].
- Україна: Всього було на озброєнні 2345 Т-64 всіх модифікацій танків на 1991 рік.
  - Сухопутні війська України — 250+ Т-64БМ/БВ/БВ зр. 2017, станом на 2025 рік[127].
  - Морська піхота України — 40 Т-64, станом на 2013.
  - Національна гвардія України — не менше 10 машин Т-64Б1М з вересня 2014 року[128]. Невідома кількість, станом на 2025 рік[129].

#### Статус невідомий
- Казахстан — деяка кількість використовувалася в навчальних цілях[125].
- Молдова:
  -  російські окупаційні війська «ПМР» — близько 20, зведені в окремий танковий батальйон двухротного складу.[130]

### Служба за країнами

#### Україна
Після розпаду СРСР та здобуття незалежності України 1991 року виробничі та конструкторські потужності ХКБМ (розробник Т-64) та ХЗТМ (єдиний виробник Т-64 і двигунів 5ТДФ) успадкувала Україна. Попри те, що завод ще за СРСР перейшов на виробництво Т-80УД, їх кількість на території України була незначна, тоді як Т-64 були присутні в кількості 2340 машин, що з перевищувало потреби новоутвореної держави.
З огляду на кількість техніки замовлення на нові танки не були потрібні, однак наявні машини потребували модернізації. Це стало можливо разом з розробленням Т-84 й опануванням виробництва Т-80УД для Пакистану. Для Т-64 було заплановано встановлення нового динамічного захисту (яким став «Ніж»), форсованого до 850 к.с. двигуна й системи керування вогнем на основі Т-84. З кількох варіантів було обрано «Об'єкт 447АМ1», який 2004 року взяли на озброєння як БМ «Булат». На кінець 2014 року було виготовлено 85 таких машин.

#### Росія та її маріонеткові утворення
Після розпаду СРСР у Росії основу танкового парку склали Т-72, тоді як від неекономних Т-80 поступово відмовлялись. Т-64, виробничі й ремонтні потужності яких були в Україні, експлуатували до випрацювання ресурсу.

#### Конго
Демократична республіка Конго (ДРК) стала першою країною за межами колишнього СРСР, до якої були експортовані танки родини Т-64. Наприкінці 2013 року було укладено угоду на постачання 50 танків, знятих з консервації та модернізованих до рівня Т-64Б1М сукупної вартістю 10 млн доларів (близько 200 тисяч доларів США за одиницю). Проте початок російсько-української війни в 2014 році змусив українське керівництво спрямувати перші 25 одиниць на користь Національної Гвардії, а перші танки ДРК отримала в 2016 році. Отримані машини надійшли на озброєння Республіканської гвардії та використовуються в боях проти повстання Камвіни Нсапу в провінції Касаї.

## Оцінка машини

### Загальні оцінки
Т-64 називають революційним танком. Т-64 став першим у світі серійним танком з композитною бронею, що забезпечила його високим рівнем захисту за збереження маси в 36 тонн.
Для СРСР Т-64 став першим серійним танком, обладнаним прицілом-віддалеміром з незалежною стабілізацією поля зору. Крім того, на Т-64Б було втілено систему керування вогнем (СКВ) для танка, що вперше для радянських танків отримала лазерний віддалемір, балістичний обчислювач і давачі відхилення умов пострілу від нормальних.

### Порівняння з радянськими конкурентами
Ранні Т-64 були обладнані 115-мм гарматою Д-68 (2А21), що мала ідентичні характеристики до 115-мм У-5ТС на Т-62. Однак, Т-64 переважав у влучності вогню в русі та швидкострільності, забезпеченій механізмом заряджання: 10 постр./хв. у Т-64 (8 для 125-мм гармати) проти 4 у Т-62, а ще мав кращий приціл з оптичним віддалеміром і збільшенням 8× проти 3,5/7× у Т-62.
Т-72 й Т-80 мають інші конструкції зенітної кулеметної установки. Їхні установки відкриті, передбачають підняття командира з люка для ведення вогню, а також не мають електропривода й наводяться винятково людською силою. На танках родини Т-72 закрита ЗКУ з'явилась лише на Т-90.

### Порівняння з іноземними конкурентами
На час своєї появи Т-64 був найкраще захищеним танком і його модифікації зберігали перевагу в захисті перед західними зразками ще близько 15 років, при цьому мавши суттєво менші вагу й габарити. Цього вдалось досягнути завдяки автоматичному заряджанню й щільному компонуванню. Головним недоліком цих рішень є перебування боєкомплекту в бойовому відділенні, що суттєво зменшує шанс на виживання екіпажу в разі пробиття броні. Це було нормально на час появи машини, однак західні танки з кінця 1970-х отримали принаймні часткову ізоляцію боєкомплекту від екіпажу, а метальні заряди в них значно менш чутливі до відкритого горіння.

### Переваги та недоліки
Двигун
- Переваги:
  - малі габаритні розміри;
  - висока габаритна потужність;
  - вдала компоновка і центровка в танку дозволяють швидко замінювати двигун.
- Недоліки:
  - висока теплова навантаженість;
  - при використанні в гірській місцевості двигун швидко перегрівається;
  - труднощі запуску при низькій температурі;
  - відсутність резервів для підвищення потужності (форсування).

Трансмісія
- Переваги:
  - дуже малі габаритні розміри і маса;
  - простота і легкість управління;
  - низькі втрати потужності в трансмісії (високий ККД);
  - відсутність необхідності постійного регулювання приводів управління.
- Недоліки:
  - нераціональна розбивка розрахункових радіусів повороту по передачах;
  - ступінчасте регулювання радіусів повороту;
  - підвищена напруженість використання важелів повороту.

Ходова частина і система підресорювання
- Переваги:
  - низька питома вага маси ХЧ до маси танка;
  - висока плавність ходу;
  - можливість заміни торсіона без зняття опорного котка і балансира;
  - забезпечення високої опорної прохідності на європейському ТВД.
- Недоліки:
  - слабка опорна прохідність на піщаних ґрунтах і в гірських умовах;
  - слабкі торсіони дають незначні резерви на підвищення маси танка, як результат — частий вихід торсіонів з ладу;
  - через вузькі котки малого діаметра — труднощі при евакуації машин, які втратили гусеничну стрічку[64].

## У культурі
- В ММО-грі War Thunder представлені Т-64 різних модифікацій.
- В ММО-грі Armored Warfare представлені Т-64 різних модифікацій.
- В серії стратегій Wargame представлені Т-64 різних модифікацій.
- В стратегії Call to Arms представлені Т-64 різних модифікацій.